# Hagen im Bremischen
Hagen im Bremischen is een eenheidsgemeente in de Duitse deelstaat Nedersaksen. De gemeente ligt in het uiterste zuiden van de Landkreis Cuxhaven.
Hagen in Bremischen telt 11.078 inwoners.

## Indeling van de gemeente

Ortschaften in de gemeente Hagen im Bremischen
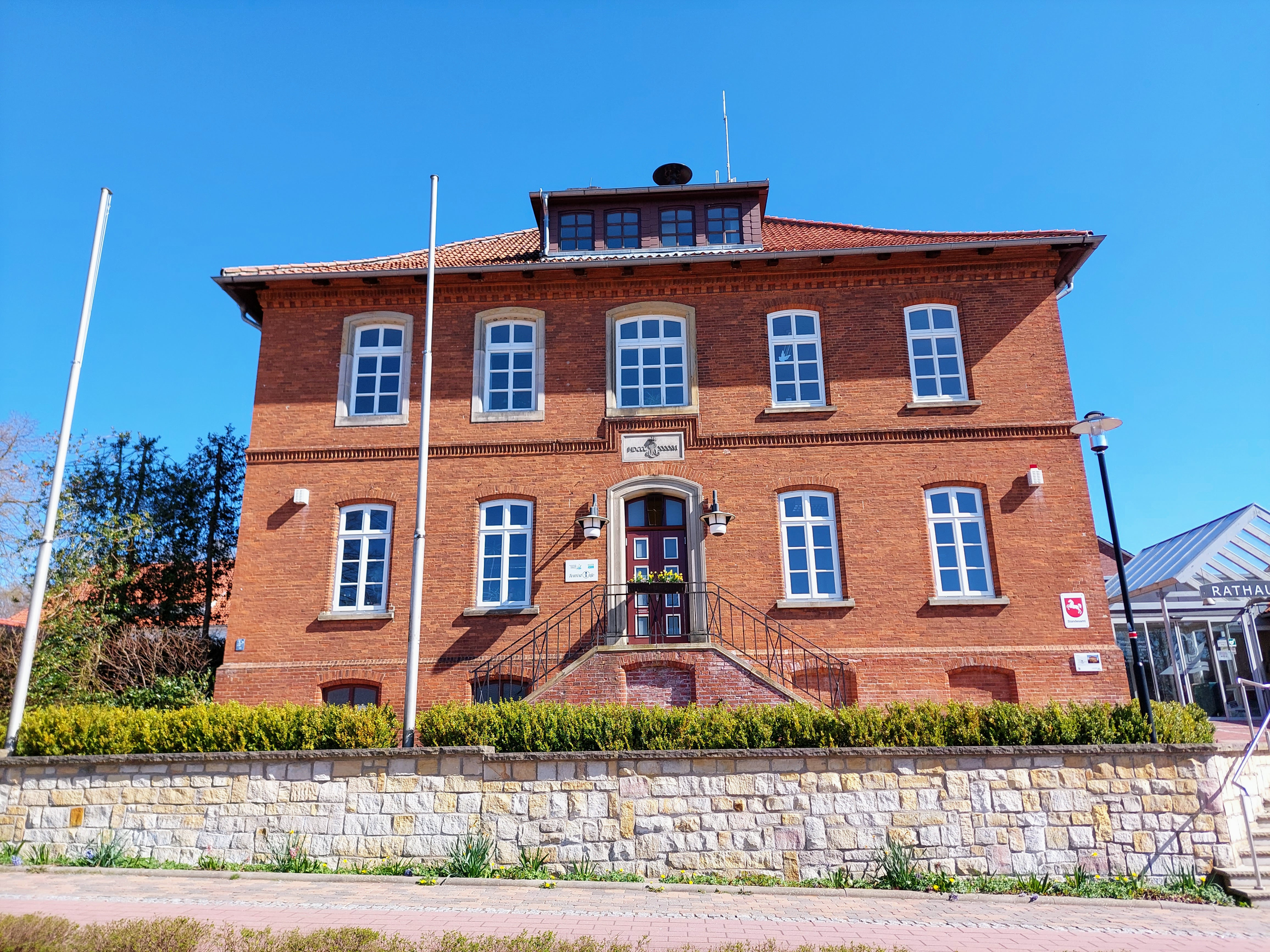
Gemeentehuis (1846; voorheen Amtsgericht)

De gemeente Hagen im Bremischen telt 16 Ortsteile, waar nog enige kleinere dorpen onder ressorteren:
- Albstedt
- Bramstedt
  - Harrendorf
    - Finna
    - Finnaer Berg

  - Lohe
  - Wittstedt
- Dorfhagen
- Driftsethe
  - Tannendorf, een gehucht 2 km ten oosten van Driftsethe
  - Weißenberg, een gehucht 2 km ten westen van Driftsethe
- Hagen im Bremischen, hoofdplaats en zetel van het gemeentebestuur
  - Börsten, 1 km ten oosten van het centrum
  - Harmonie, 2 km ten zuidwesten van het centrum
- Heine
  - Vosloge, een grote melkveeboerderij
- Hoope
- Kassebruch[2]
- Lehnstedt
  - Neuenhausen
- Offenwarden
- Rechtenfleth
- Sandstedt, aan de Wezer
- Uthlede
- Wersabe
- Wulsbüttel
- Wurthfleth
  - Rechtebe.

Sedert 2017 worden geen per Ortsteil uitgesplitste bevolkingsstatistieken meer bijgehouden.

## Geografie, infrastructuur

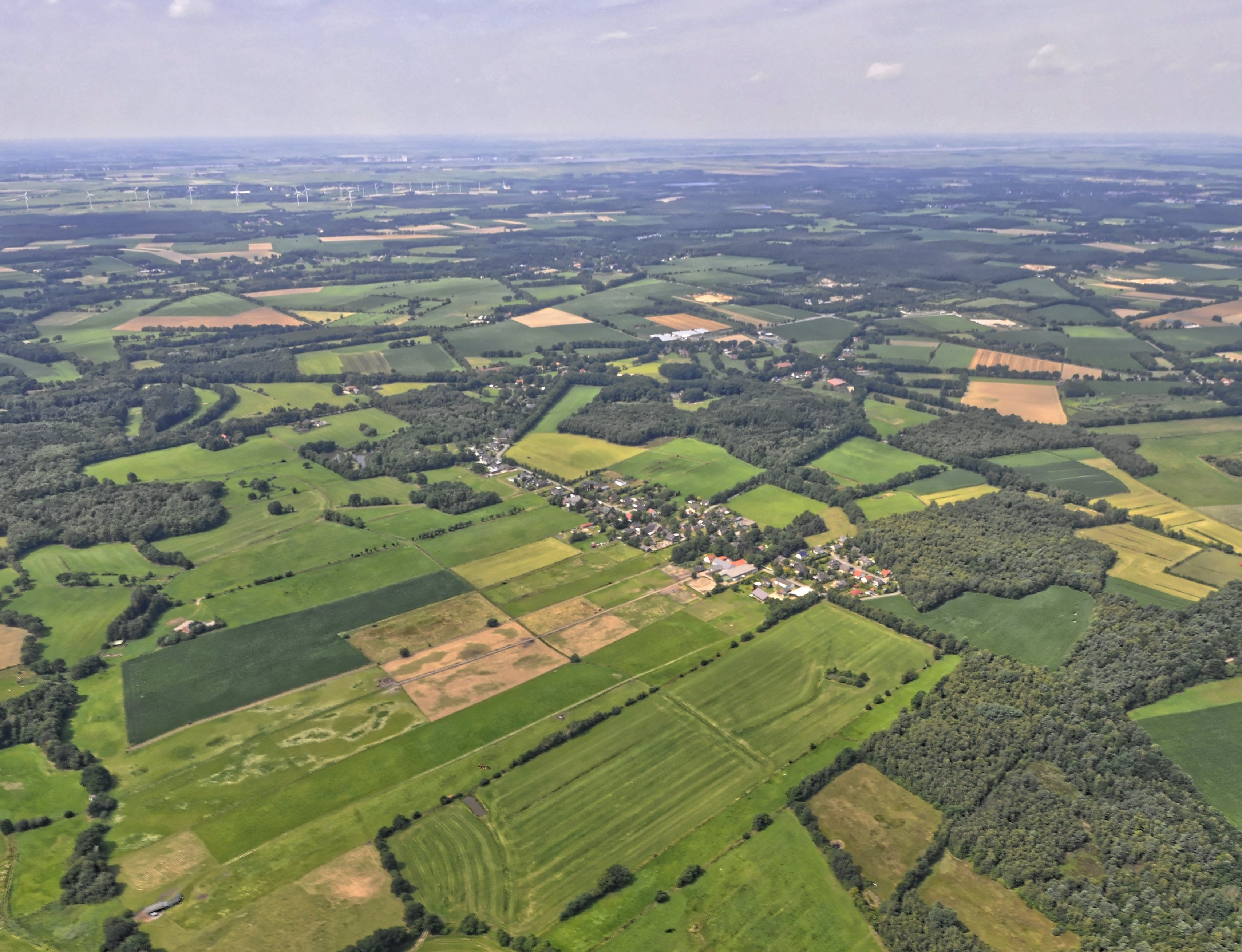
Luchtfoto van Hoope, met voor deze streek typerend landschapsbeeld
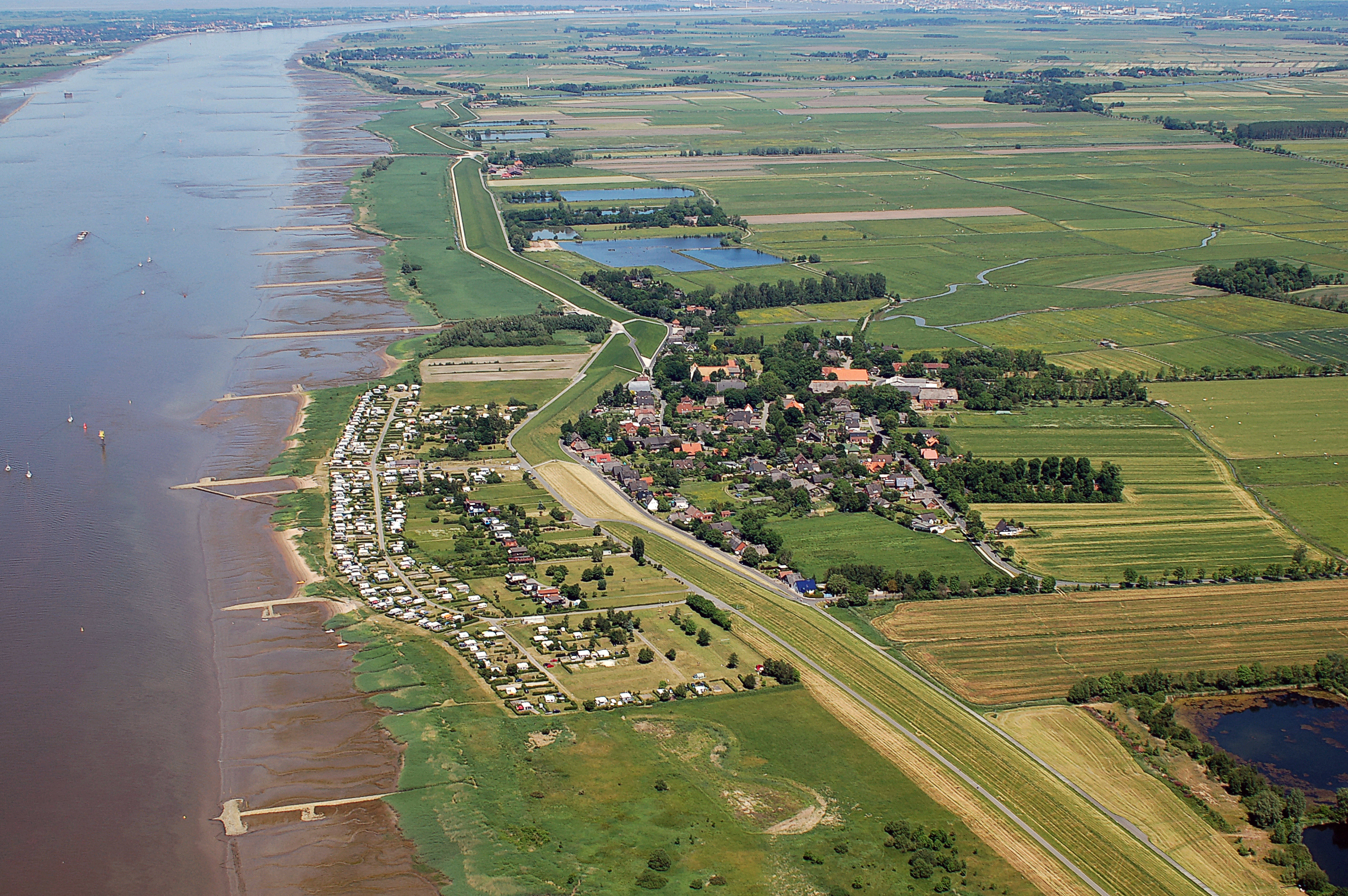
Luchtfoto van Rechtenfleth in de rivierpolders langs de Wezer
- Locatie natuurgebieden in de gemeente, overwegend veenreservaten
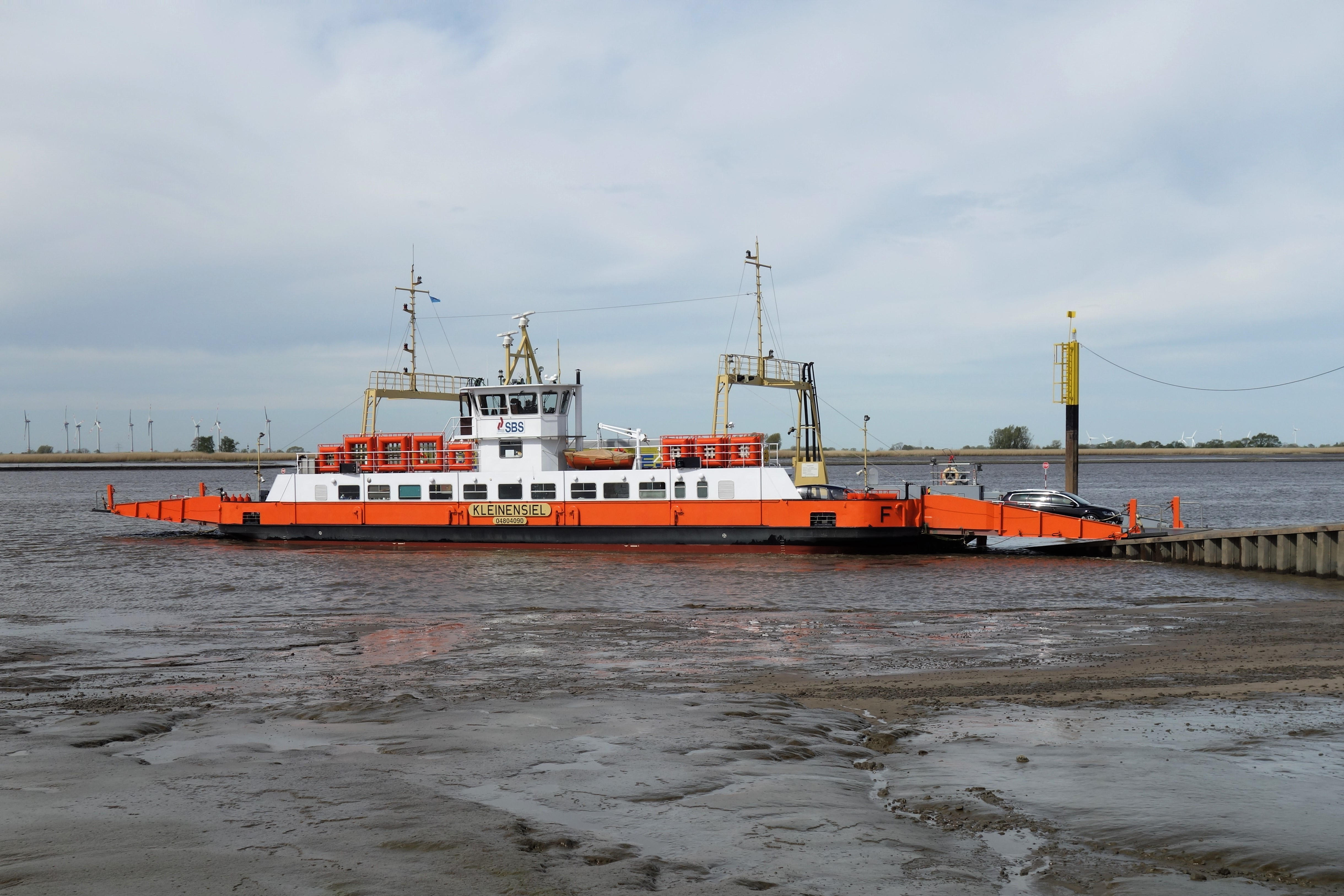
Pontveer Sandstedt-Brake, aan de Sandstedter oever van de Wezer

De gemeente Hagen im Bremischen ligt in het noorden van Nedersaksen tussen Bremen en Bremerhaven. De westgrens van de gemeente wordt gevormd door de rivier de Wezer. Door de gemeente stroomt de Drepte, een kleine zijrivier van de Wezer. 
Het landschap bestaat uit niet boven zeeniveau uitkomende rivierpolders langs de Wezer, in het westen, en wat hoger gelegen hoogveen-, laagveen- en zanderig geestland in het oosten; dit land doet aan de Nederlandse provincie Drenthe denken, mede vanwege de aanwezige hunebedden. Ten oosten van Albstedt en Kassebruch liggen tamelijk grote bossen.

### Naburige plaatsen
- In het westen, aan de overkant van de Wezer: Stadland en Brake
- In het noorden: Loxstedt en verderop: Bremerhaven
- In het noordoosten: Beverstedt
- In het oosten: Axstedt en Lübberstedt
- In het zuiden: Schwanewede en verderop: Bremen, stadsdelen Blumenthal en Vegesack.

### Verkeer
De dichtstbijzijnde Autobahn is de Autobahn A 27, afrit 12 bij Weißenberg, 4 km ten NW van Hagen, en afrit 13, tussen Uthlede en Lehnstedt, circa 9 km ten zuiden van Hagen. Een belangrijke, rechte, noord-zuid-verbinding loopt van Stotel bij afrit 10 van de A 27 door o.a. Dorfhagen en Hoope naar afrit 15 van de A 27, in de buitenwijken van Bremen. Deze L135 was in het verleden de Bundesstraße 6.
In de gemeente zijn geen spoorwegstations. Openbaar-vervoerreizigers zijn aangewezen op streekbusverbindingen met Schwanewede, Bremen-Vegesack en Bremerhaven. Station Lübberstedt ligt aan de spoorlijn Bremen-Bremerhaven. Dit station staat in het gehucht Wohlthöfen, 1½ km ten noordwesten van het dorp Lübberstedt zelf. Van hier bestaat een belbusverbinding met het westwaarts gelegen Hagen im Bremischen (afstand bijna 10 km).
Tussen Sandstedt en Golzwarden, gemeente Brake, vaart een veer over de Wezer.

## Economie
De gemeente Hagen im Bremischen is economisch niet zeer belangrijk. Belangrijkste middelen van bestaan zijn het toerisme en in de dorpen langs de Wezer de landbouw (o.a. melkveehouderij in de Wezerpolders). Ook wonen in de gemeente veel mensen, die een baan in Bremen of Bremerhaven hebben, en die dus woonforensen zijn.
De plaatselijke bedrijventerreinen zijn in gebruik voor lokaal midden- en kleinbedrijf. Industrie ontbreekt.

## Geschiedenis

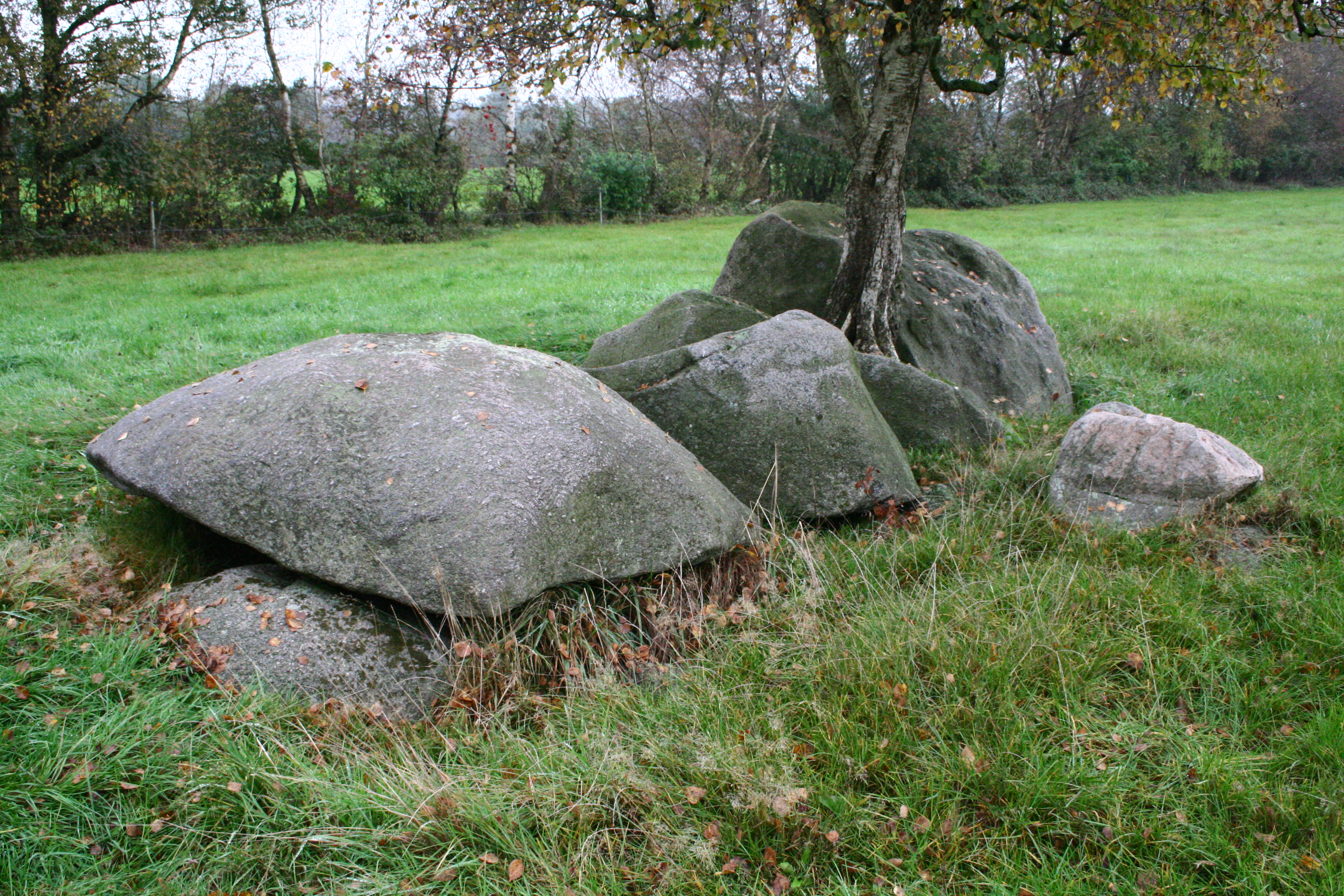
Großsteingrab Wittstedt (Sprockhoff-nummer 618)
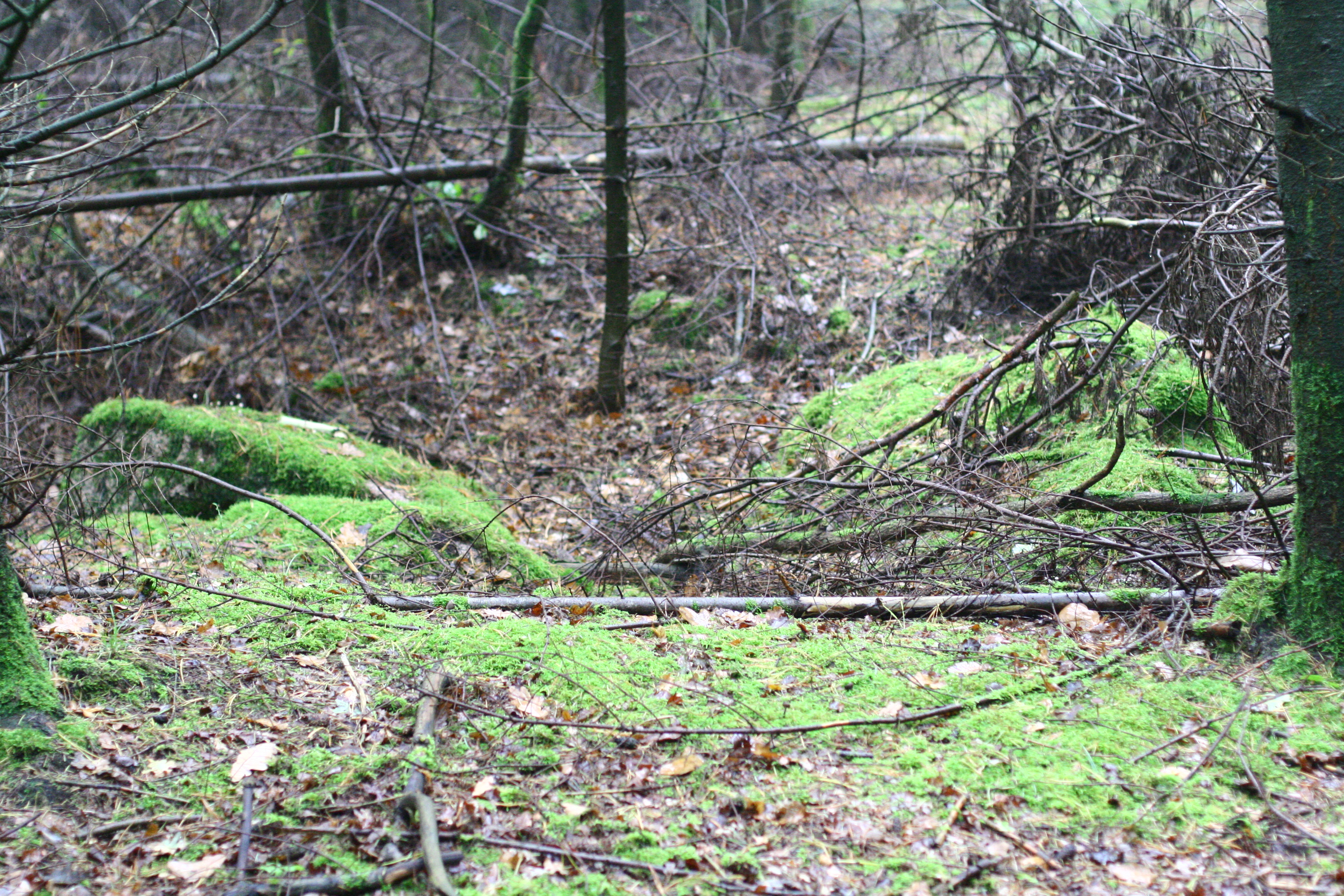
Großsteingrab Heine 1 (Sprockhoff-nr. 625)
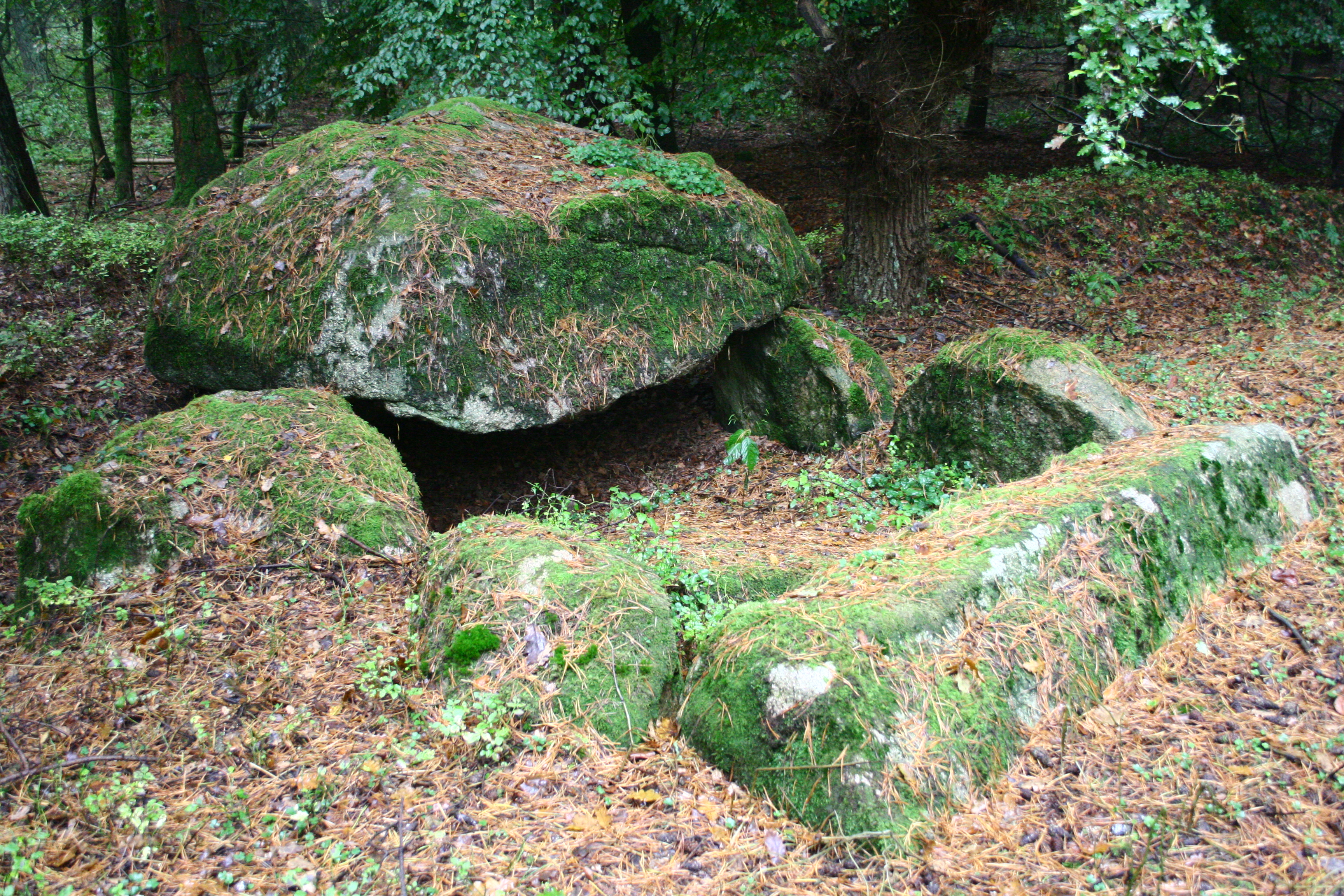
Großsteingrab Heine 2 (Sprockhoff-nr. 626)
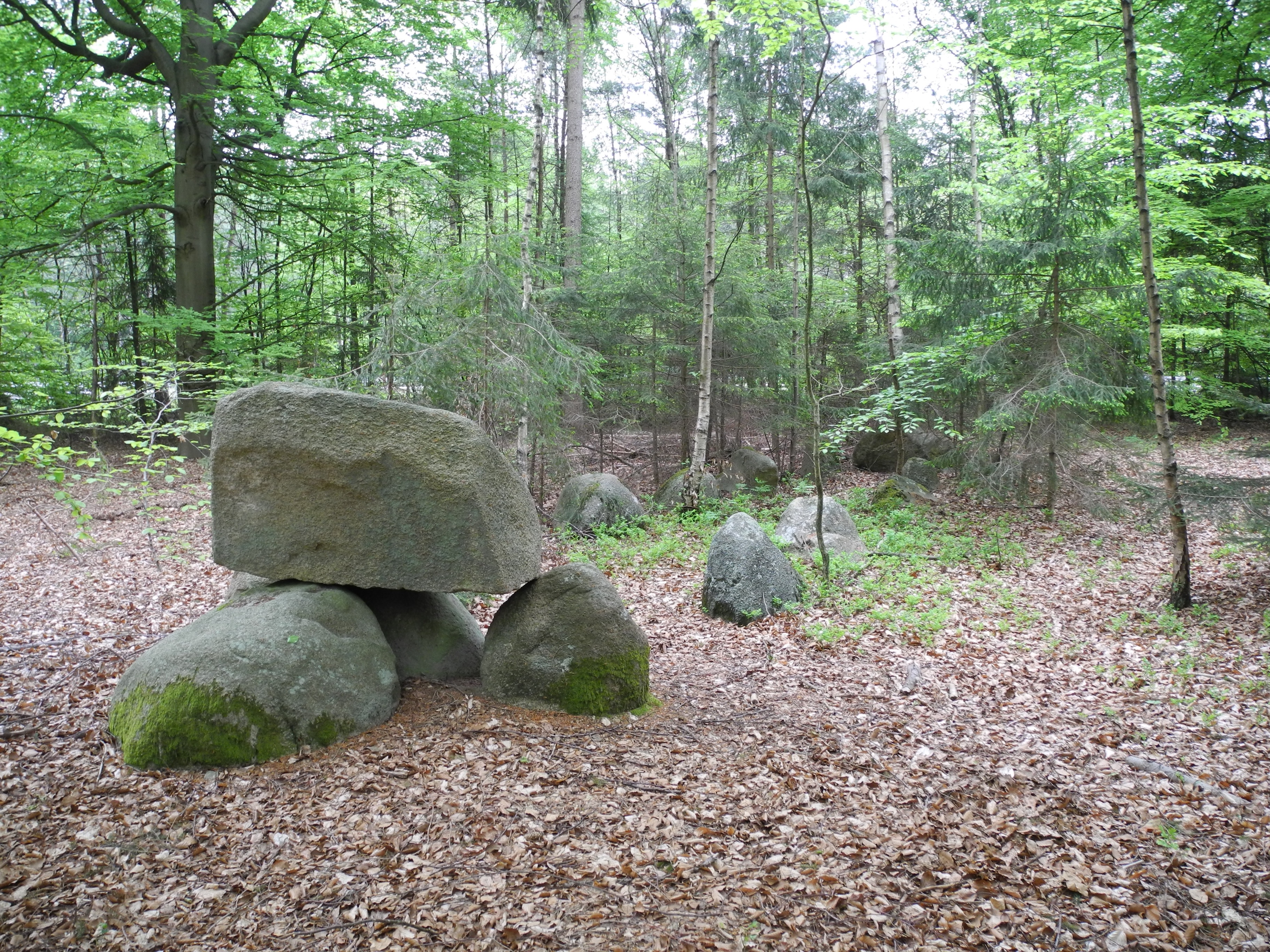
Großsteingrab Lehnstedt 3 (Sprockhoff-nr. 624, type ganggraf)
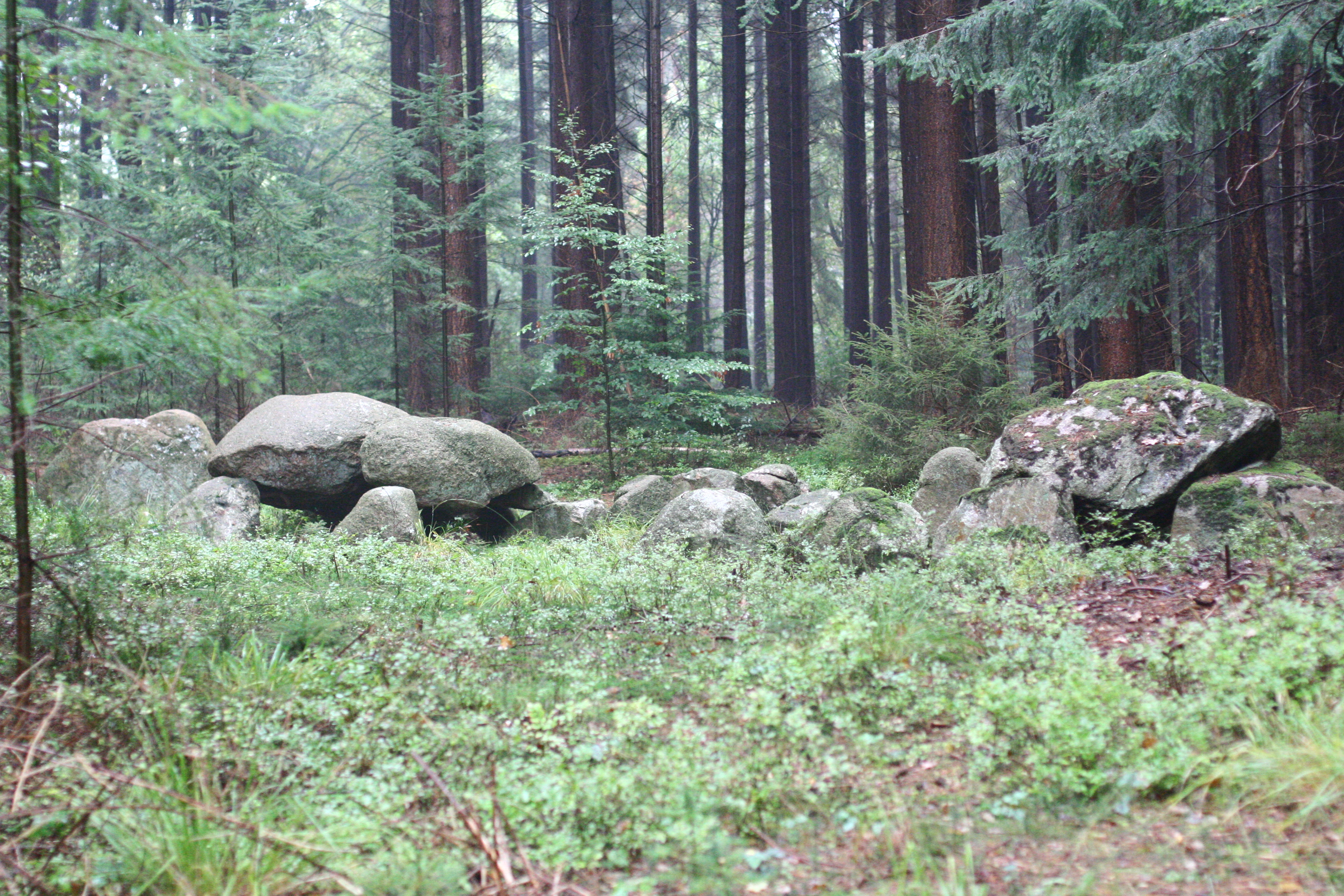
Großsteingrab Lehnstedt 4 (Sprockhoff-nr. 623, type ganggraf)
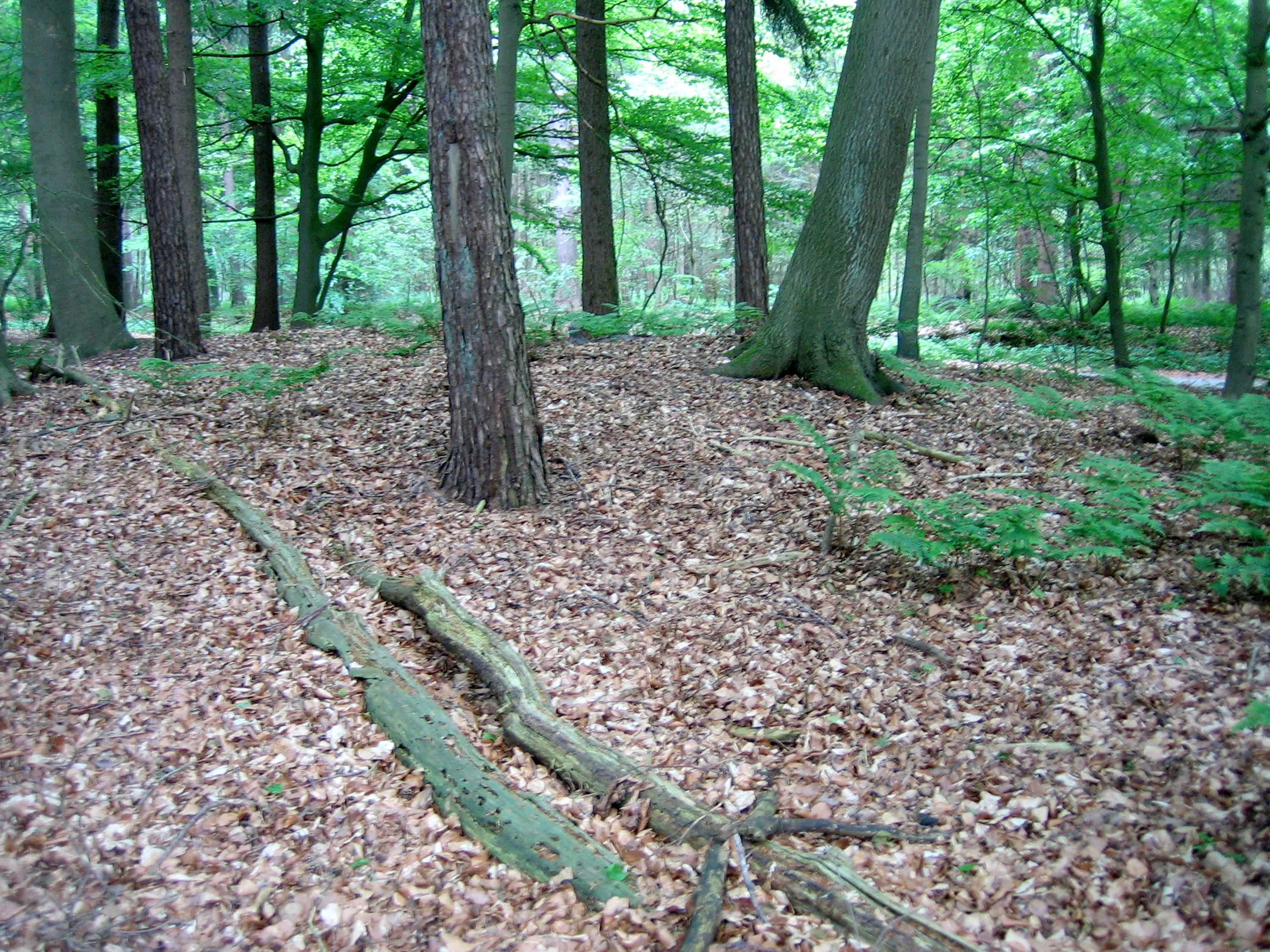
De schamele overblijfselen van de meer dan 20 grafheuvels bij Driftsethe, ouderdom grotendeels onbekend
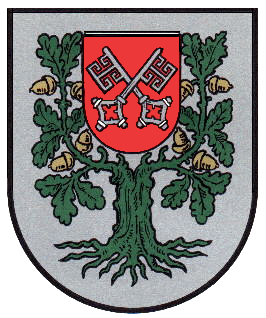
Voormalig dorpswapen van Hagen im Bremischen, met de Staleke en de sleutels van Bremen
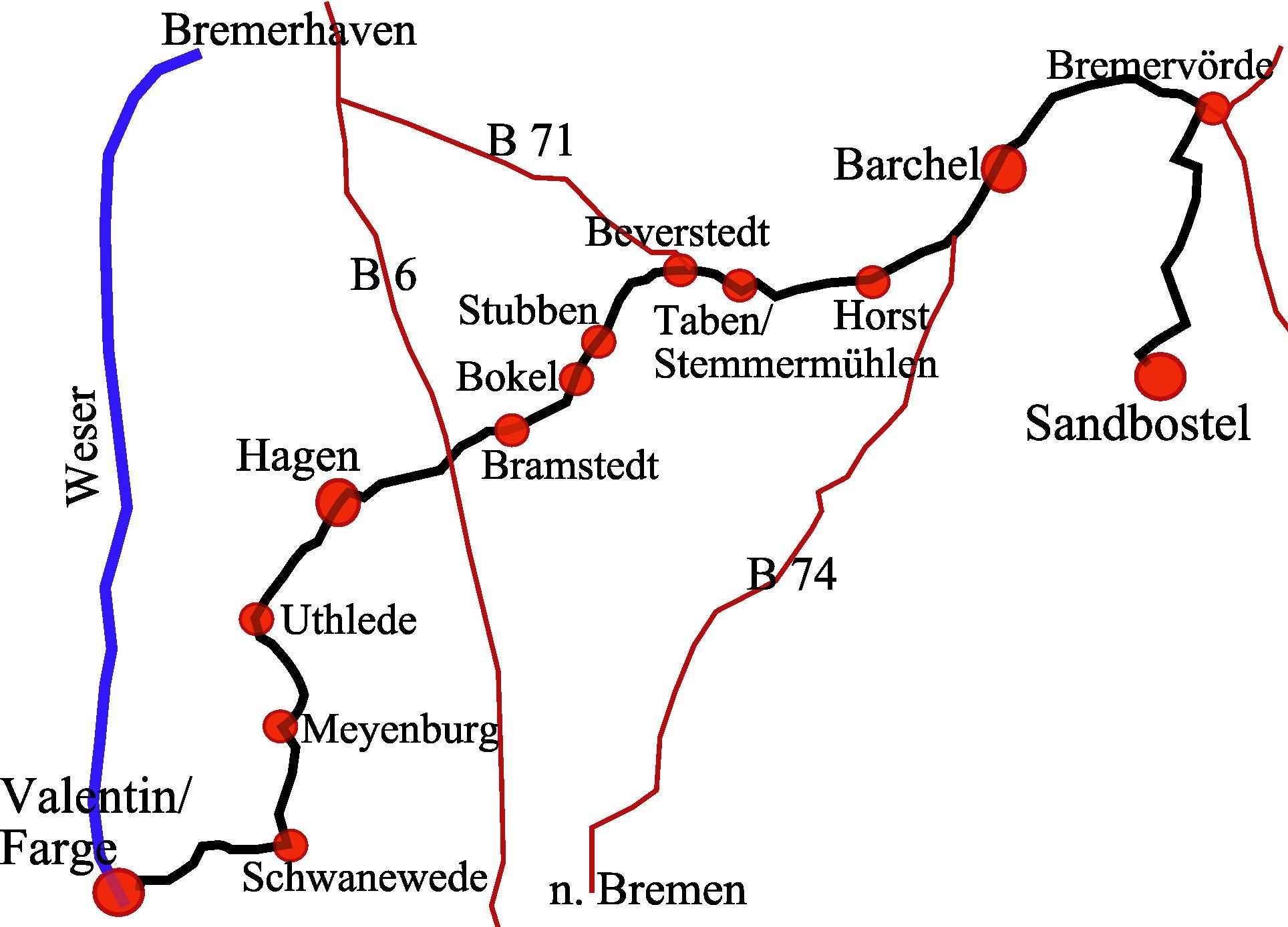
Route dodenmars concentratiekampslachtoffers april 1945
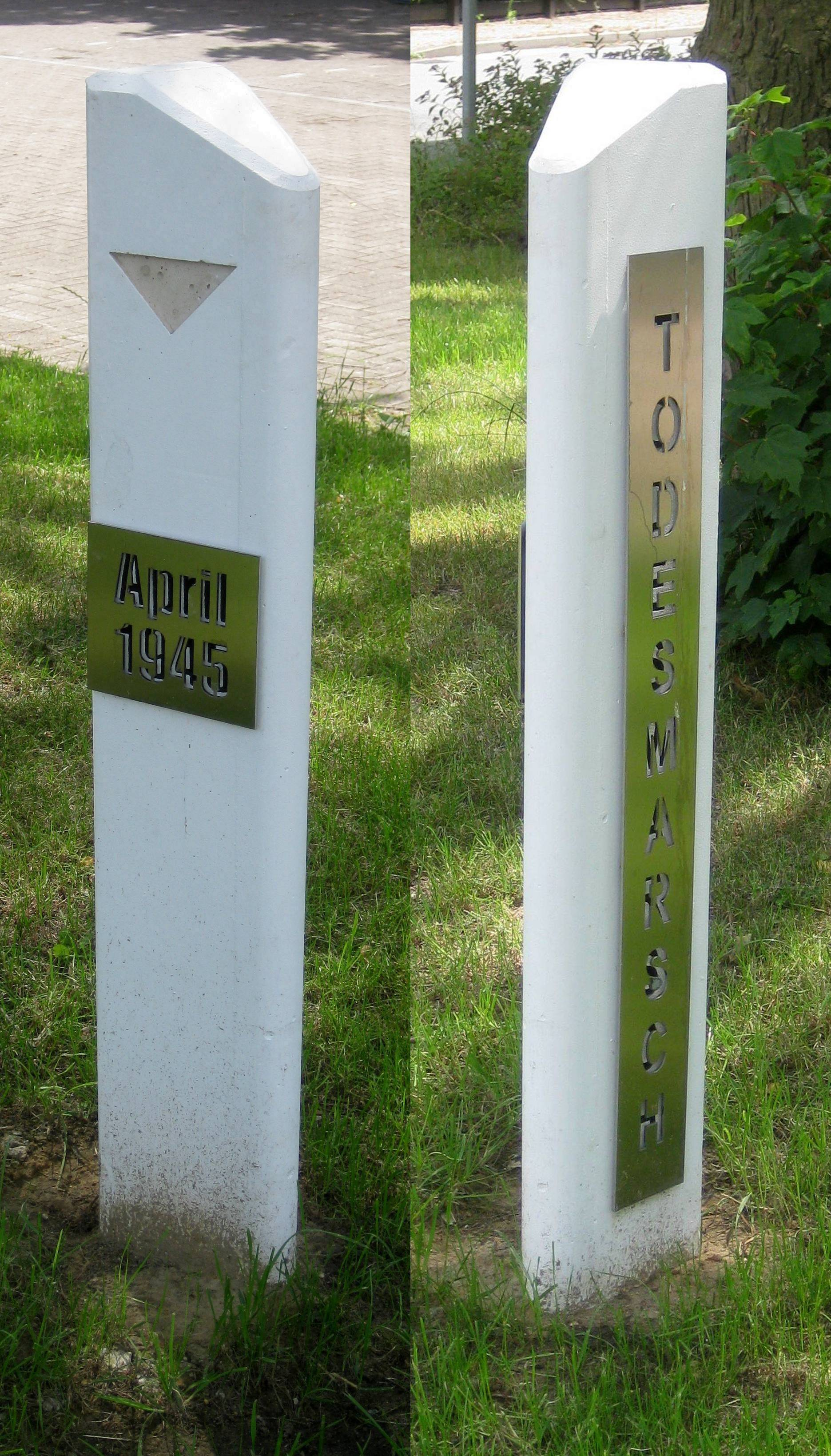
Gedenkstenen langs deze route
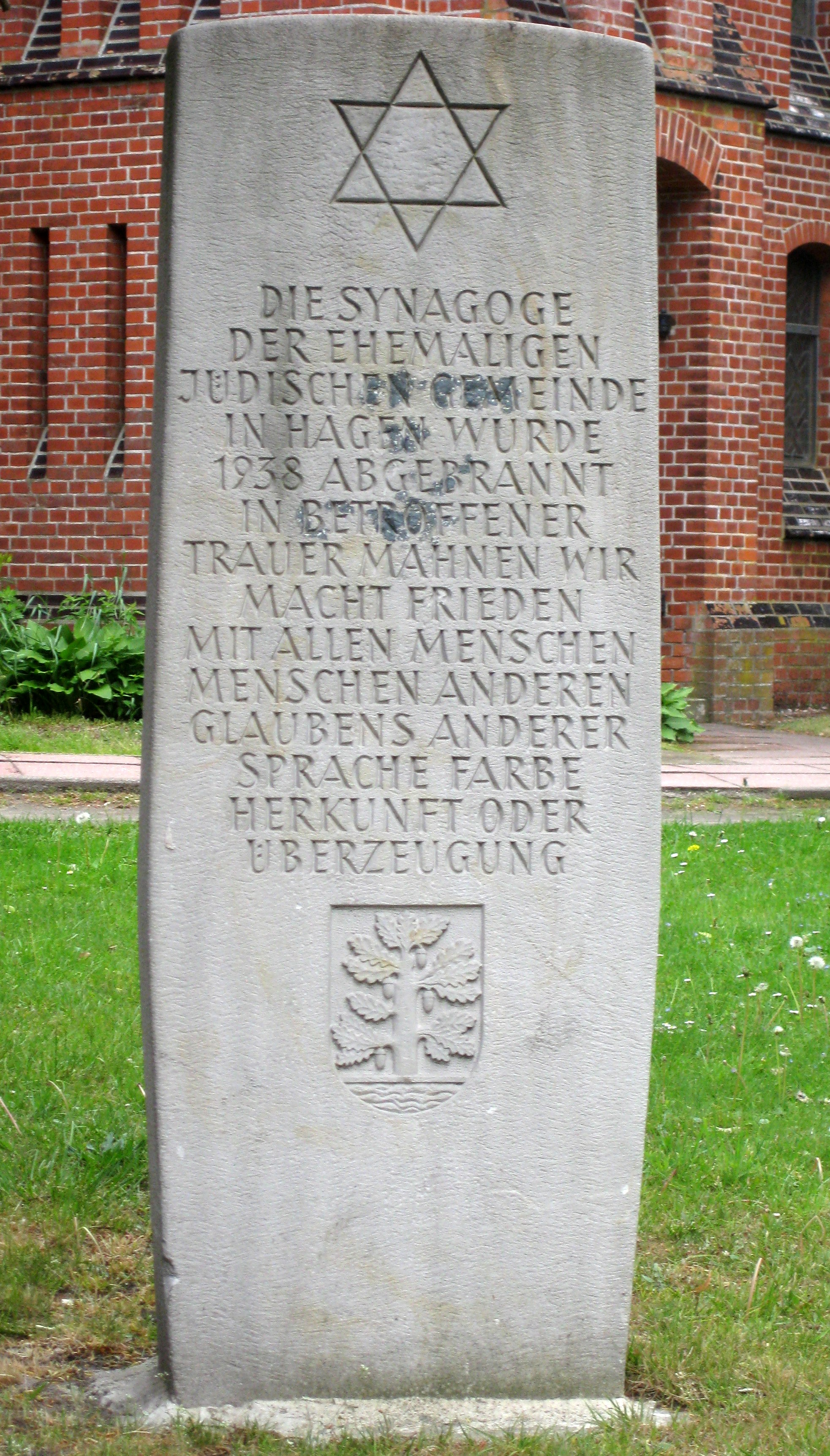
Gedenksteen bij de in 1938 verwoeste Hagener synagoge naast de Maarten-Lutherkerk, voor Holocaust-slachtoffers

Het gebied is al sinds de Jonge Steentijd bewoond geweest. Dragers van de Trechterbekercultuur (3500-2800 v.Chr.) richtten er hunebedden op, waaronder het goed bewaard gebleven Großsteingrab Wittstedt. In de eerste eeuwen van de jaartelling woonden in deze streek Germanen, en wel Chauken; dit volk ging in de vroege middeleeuwen op in het stammenverbond van de Saksen.
Reeds in 860 komt Rechtenfleth voor in een door Ansgarius opgesteld document, betrekking hebbende op vermeende wonderen rondom het graf van Sint Willehad in de Dom van Bremen.
Een belangrijk, historisch symbool van Hagen is de Staleke, de voormalige eikenboom (Eke), waar in de middeleeuwen in de openlucht recht werd gesproken. Mogelijk is Bramstedt het oudste dorp in de huidige gemeente. Waarschijnlijk reeds in de 10e eeuw bouwde men daar het eerste kerkje. De prins-aartsbisschoppen van Bremen bouwden op de locatie van het huidige kasteel Burg Hagen reeds een kasteel, dat in de begintijd wel een ringwal zal zijn geweest. Aan het eind van de 12e eeuw was dit al, ter verdediging van het gebied tegen de Stedingers (zie ook: Kruistocht tegen de Stedingers), vervangen door een stenen burcht; bij deze burcht lag een nederzetting Burghagen, en daar dichtbij, ten minste al vanaf 1110, het dorp met de naam Dorfhagen. In de 13e eeuw was de burcht vernieuwd; deze was nu 10 x 30 meter in omvang, en eromheen lag een nieuw dorp Dammhagen (waaruit het huidige dorp Hagen is ontstaan). Het kasteel fungeerde voor de prinsaartsbisschoppen als jachtslot. Het bestuur werd aan lokale vazallen overgelaten, waaronder een geslacht Wersabe. Prinsbisschop Johan III liet het vervallen kasteel in 1507 door het huidige gebouw vervangen. Het doorstond twee belegeringen tijdens de Schmalkaldische Oorlog in 1547. In 1575 vond hier het geheime huwelijk plaats van de, protestants geworden, aartsbisschop Hendrik van Saksen-Lauenburg.
Het gebied behoorde tot 1933 achtereenvolgens in het algemeen tot de volgende rijken of heerlijkheden:
- Prinsaartsbisdom Bremen (10e eeuw-1648), met tijdens de Dertigjarige Oorlog (1618-1648) enige tijdelijke bezettingen door andere machthebbers; sedert de Reformatie in de 16e eeuw evangelisch-luthers[3]
- Bremen-Verden, onder de kroon van Zweden, (1648-1712)
- Denemarken (1712-1715)
- Keurvorstendom Brunswijk-Lüneburg (1715-1810)
- Napoleontische tijd (1810-1815)
- Koninkrijk Hannover (1815-1866)
- Pruisen (1866-1871)
- Duitse Keizerrijk (1871-1919)
- Republiek van Weimar (1919-1933).

Van circa 1750 tot 1840 genoot Uthlede enige faam als klokkenmakersdorp. In enkele voorname huizen te Bremen staat nog een staande klok, die daarvandaan komt.
In september 1869 werd het dorp Kassebruch door brand bijna geheel verwoest.
Van 1911 tot 1964 liep een spoorlijntje door de gemeente, zie: Spoorlijn Bremen-Farge - Bremerhaven-Wulsdorf Süd. Enkele gedeeltes van de voormalige spoorbaan zijn nog als fietspad herkenbaar. Van 1921 tot 1931 werden in een kleine fabriek te Hagen motorfietsen van het merk Hulla geproduceerd.
Aan het eind van de Tweede Wereldoorlog, in april 1945, dreven SS'ers en andere nazi's een groep gevangenen uit concentratiekampen, met name Concentratiekamp Farge bij Bremen, op een dodenmars door de streek, ook door de gemeente Hagen im Bremischen, naar Kamp Sandbostel; velen kwamen onderweg van ontbering of door mishandeling door de SS'ers om het leven. In juli 1985 liepen tientallen mensen, soms begeleid door historici, geestelijken, plaatselijke politici, overlevenden en nabestaanden, dezelfde route om deze nazi-slachtoffers te gedenken. 
De eenheidsgemeente werd gevormd in 2014 na de opheffing van de Samtgemeinde Hagen. In de oude situatie was Hagen im Bremischen een van de deelnemende gemeenten in deze Samtgemeinde, en bestuurszetel daarvan.

## Bezienswaardigheden
- Het voormalige kasteel Burg Hagen en de tuinen eromheen zijn in gebruik voor allerlei culturele evenementen, waaronder kleinschalige film-, toneel- en cabaretvoorstellingen, tijdelijke tentoonstellingen, concerten, lezingen, etc. ; ten zuiden van het kasteel ligt een klein natuurgebied, een hoogveen met de naam Königsmoor. Vanuit het kasteel worden excursies door dit veengebied georganiseerd, waaronder bij wijze van biologieles in schoolklasverband.
- Mogelijkheden voor lange fietstochten; door de gemeente lopen enkele langeafstands-fietsroutes
- Enige cultureel of architectonisch interessante dorpskerken, zie ook onderstaande afbeeldingen
- Rechtenfleth heeft aan de Wezer een camping en een pleziervaarthaven. Ook Sandstedt heeft een strandje en aan de Wezer een haventje voor de pleziervaart.
- Enige bossen en andere natuurgebieden in de gemeente lenen zich voor wandelingen; hiertoe behoort onder andere het niet als productiebos in gebruik zijnde gedeelte van het bos Düngel ten zuidwesten van Heine, dat helaas door de A 27 wordt doorsneden.
- In Offenwarden, niet ver van de Wezerdijk, staat de in 1901 gebouwde Villa Osterndorff , met oranjerie. Dit in een zeer eigenzinnige stijl ingerichte gebouw is ten dele als Cafe 1900 ingericht, en is een populair doel van uitstapjes.

## Afbeeldingen

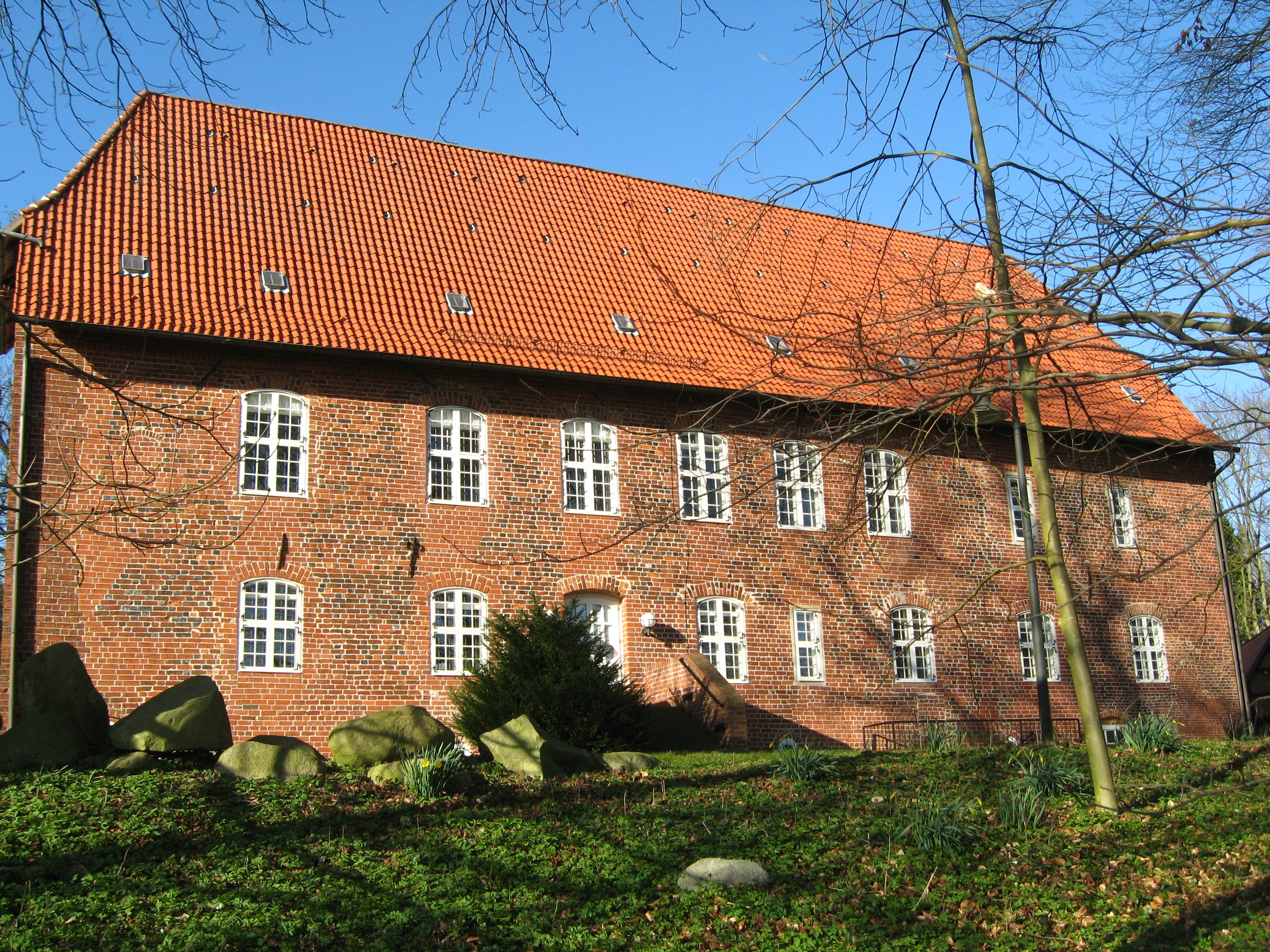
Kasteel te Hagen im Bremischen
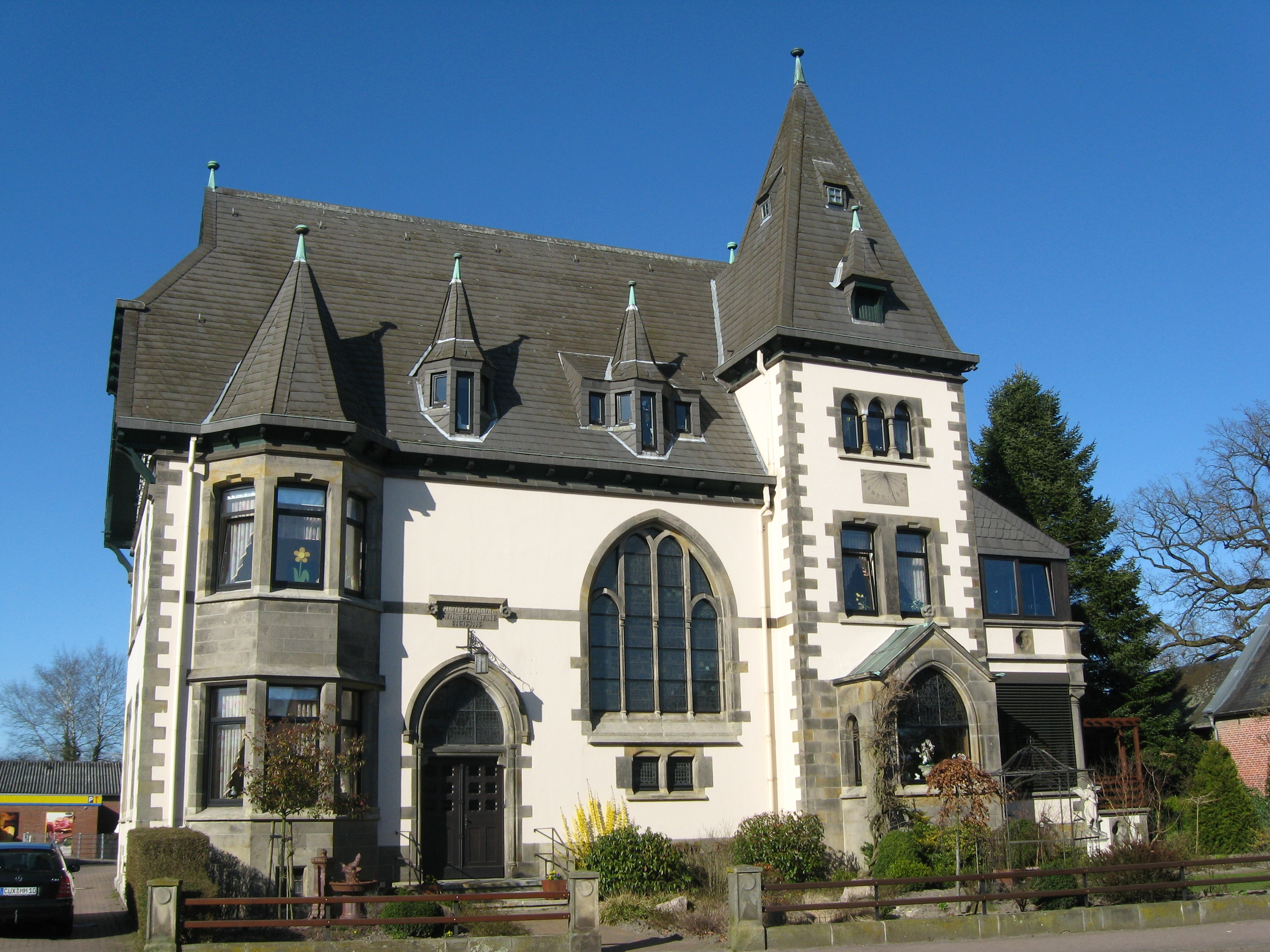
Villa Hüncken (bouwjaar 1908; woonzorgcentrum voor ouderen)
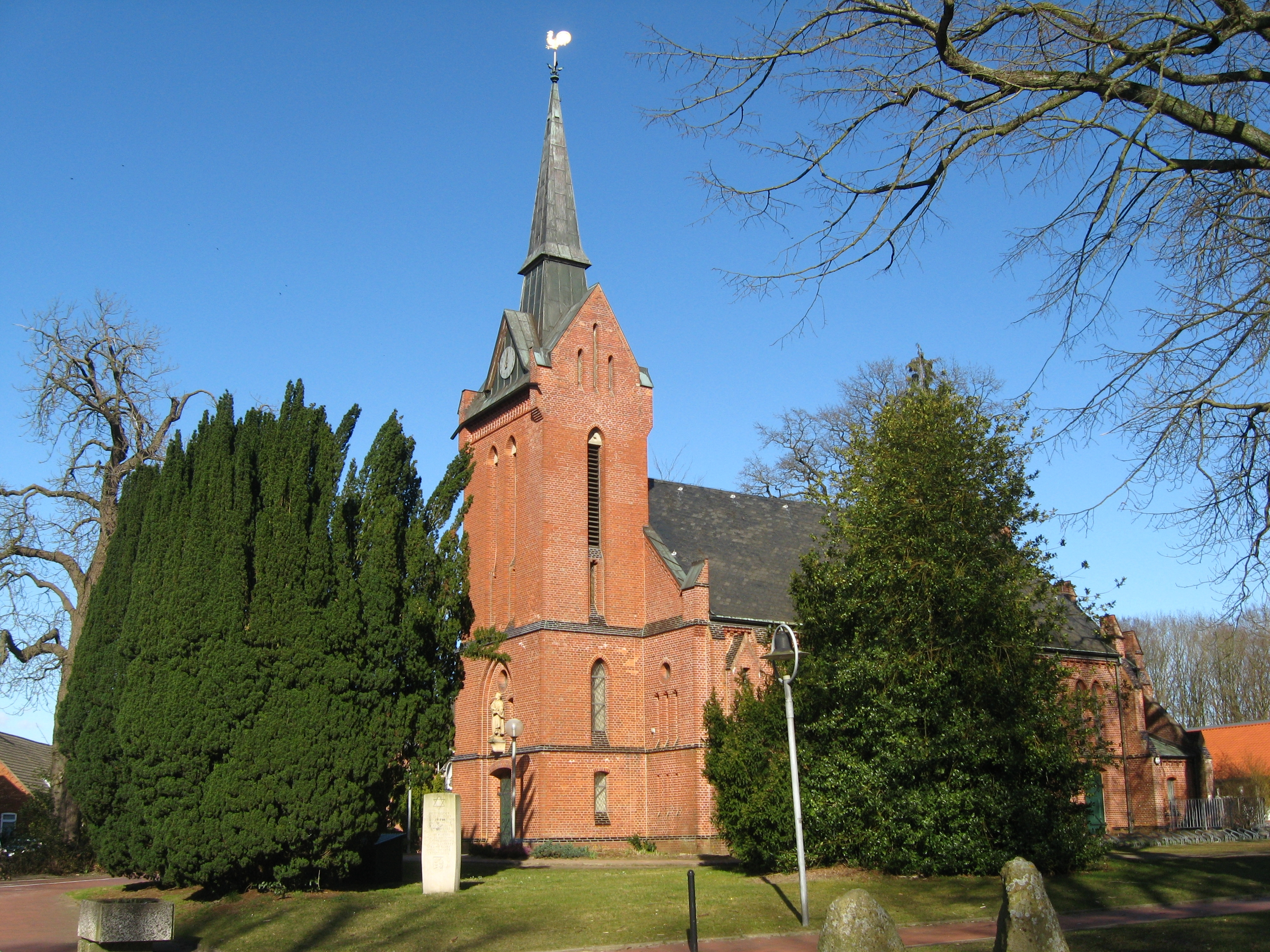
Maarten-Lutherkerk (1897; neogotisch)
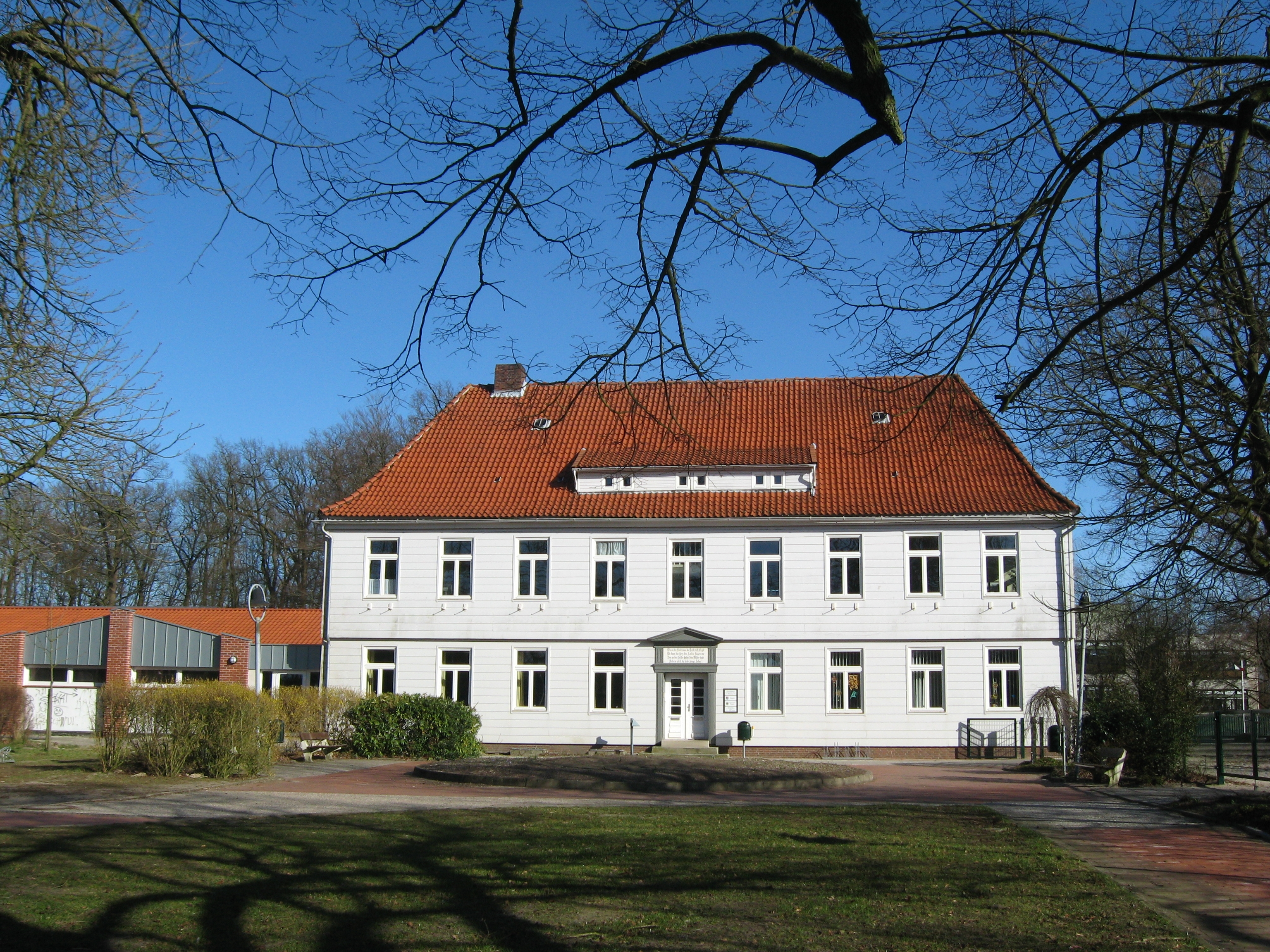
Voormalig boswachterijkantoor (18e eeuw)
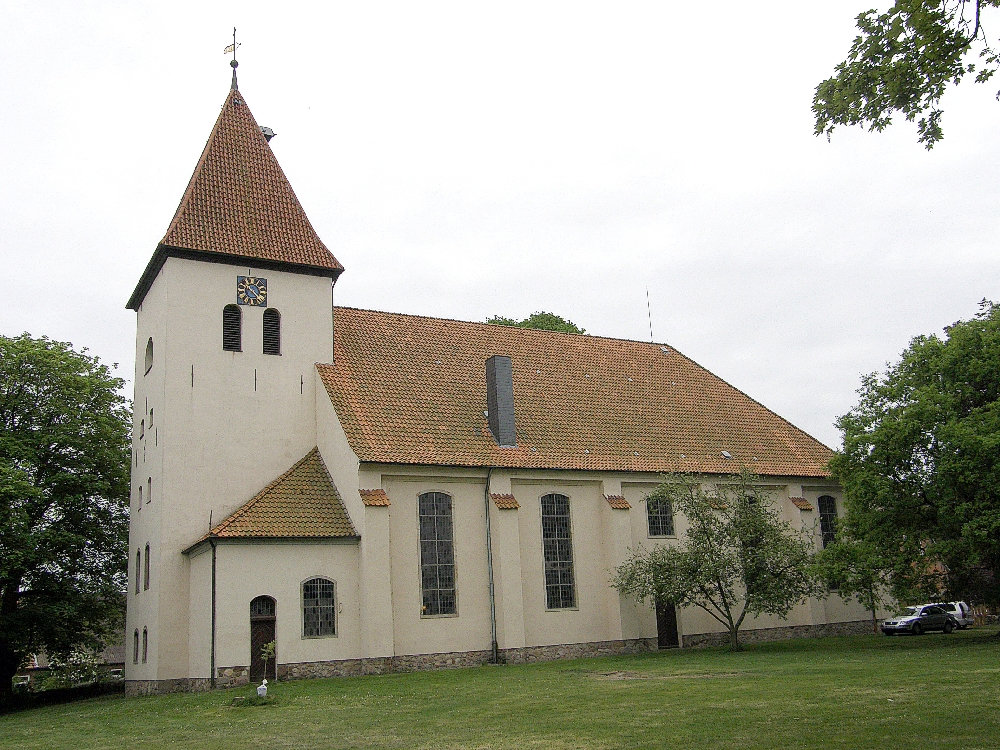
Bramstedt, Sint-Jacobskerk (ca. 1781)
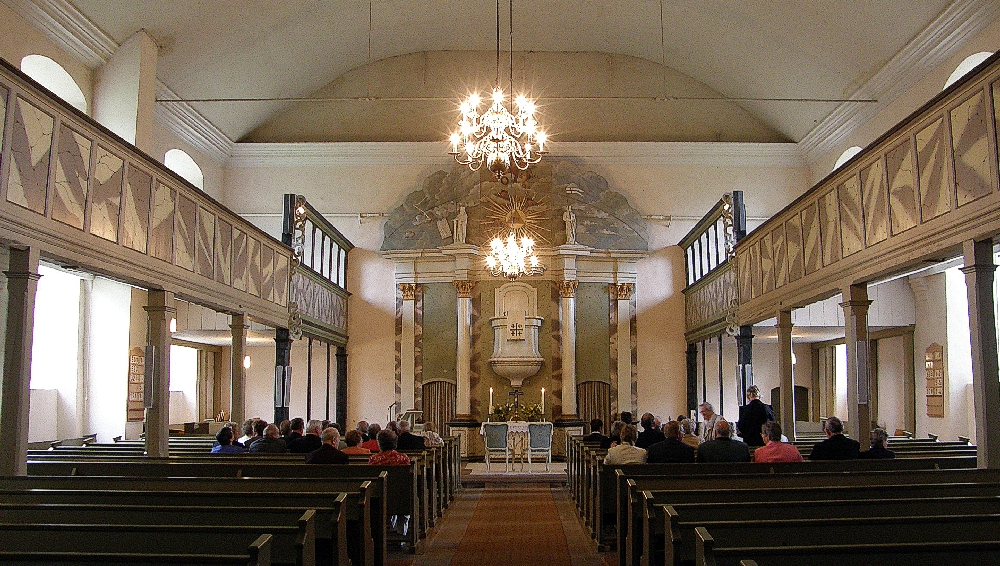
Interieur van dit kerkgebouw
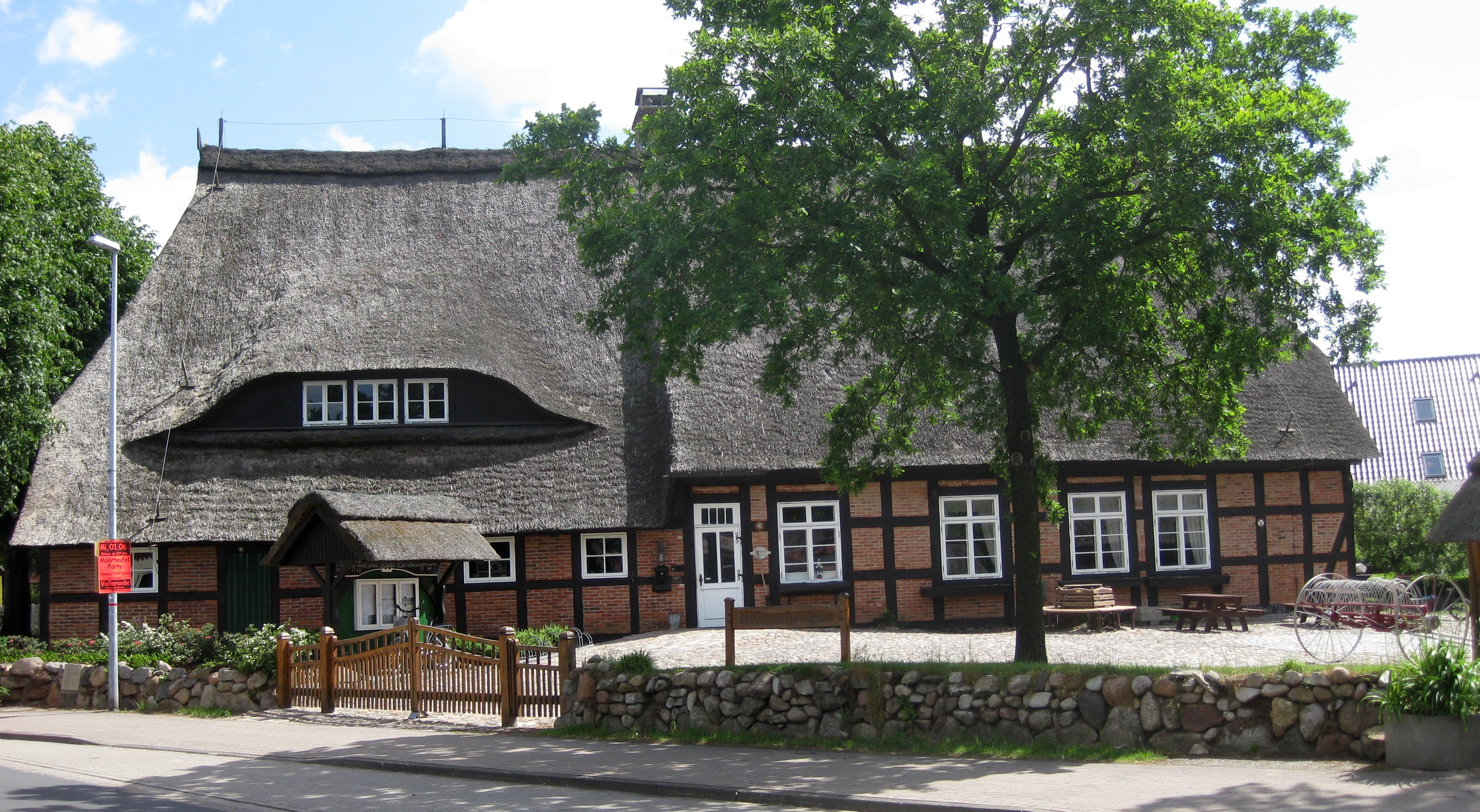
Bramstedt, Heimathaus (bouwjaar 1870; kulturhus annex dorpsmuseum)
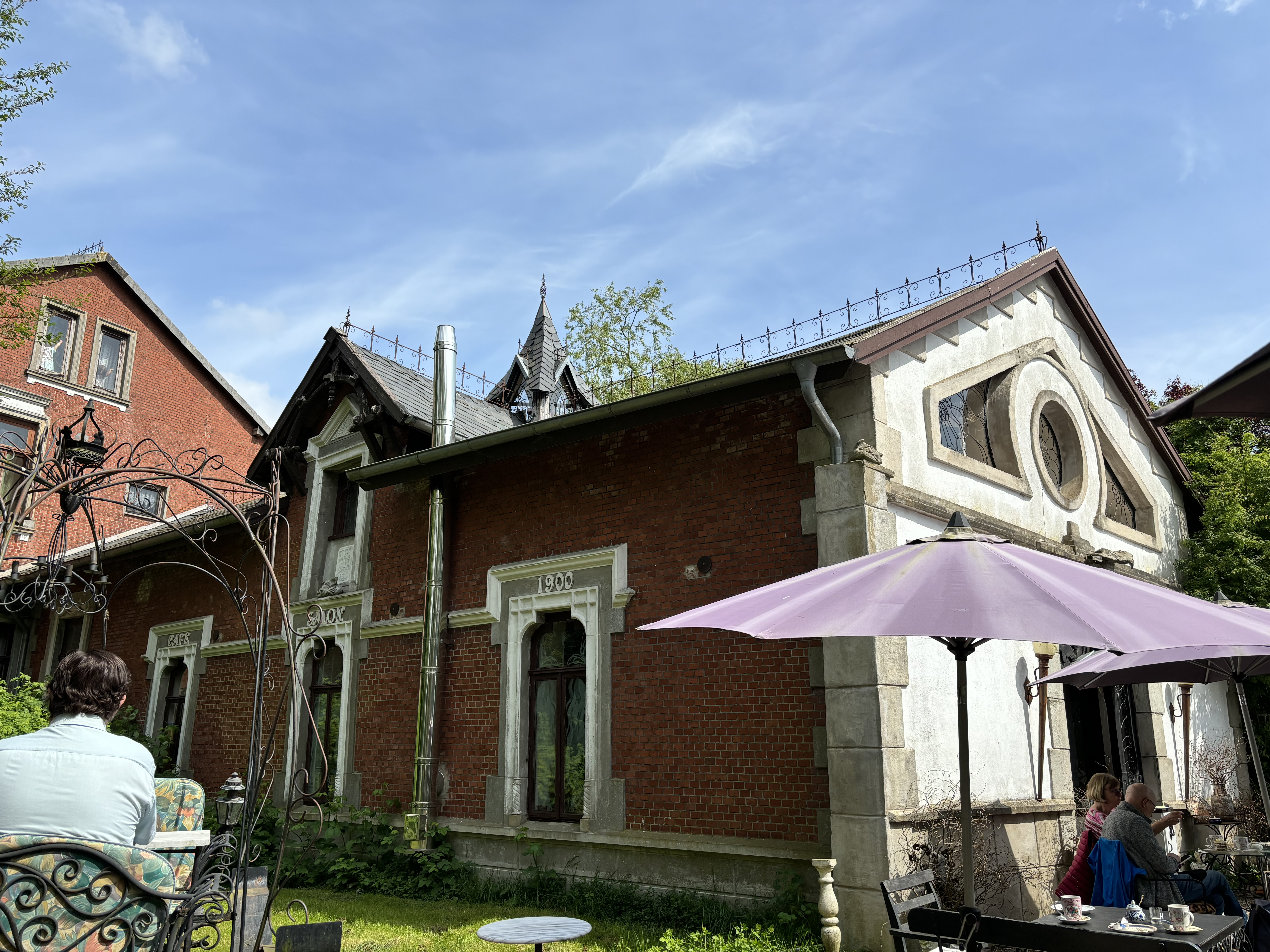
Offenwarden, Villa Osterndorff
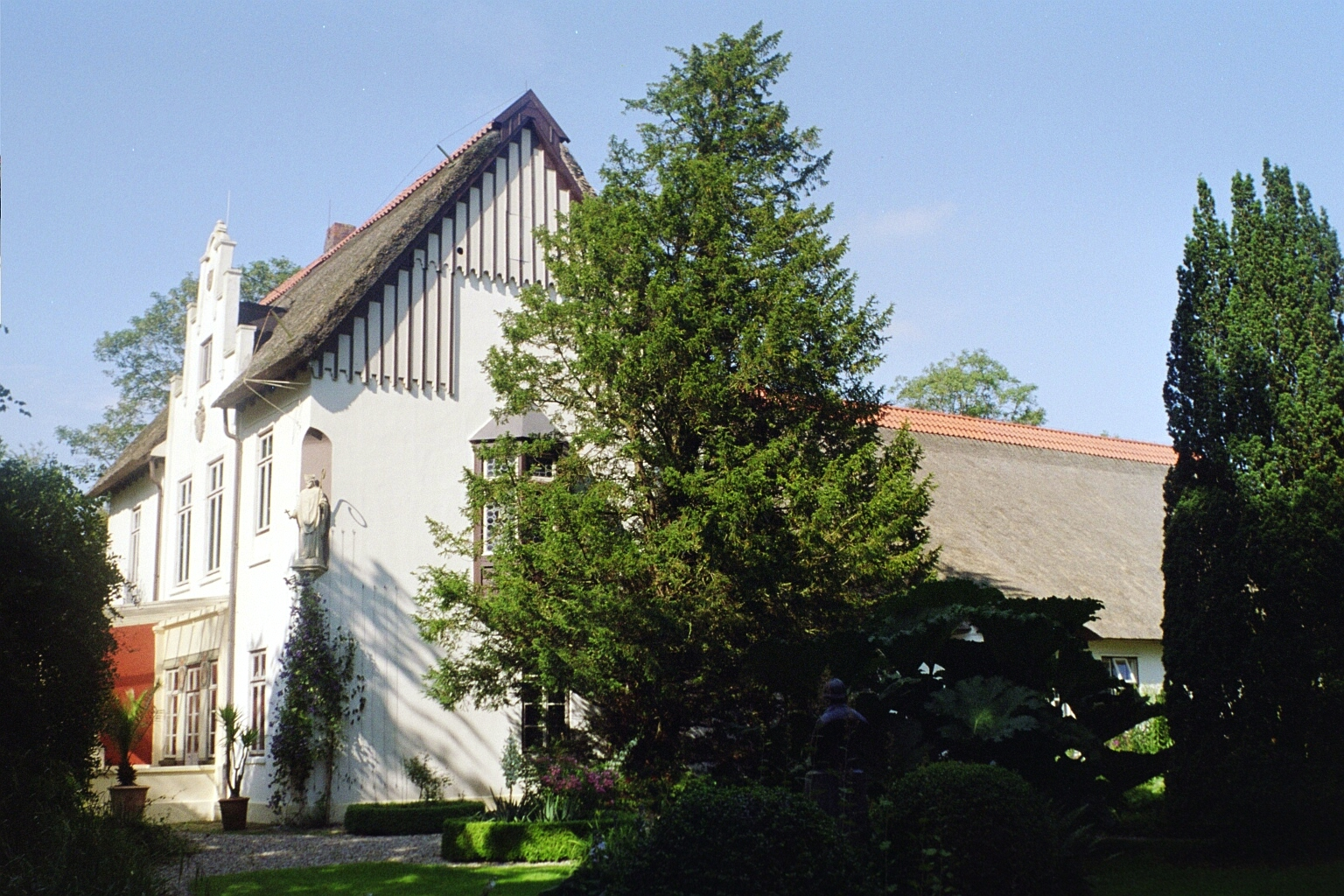
Museum Hermann-Allmers-Haus te Rechtenfleth
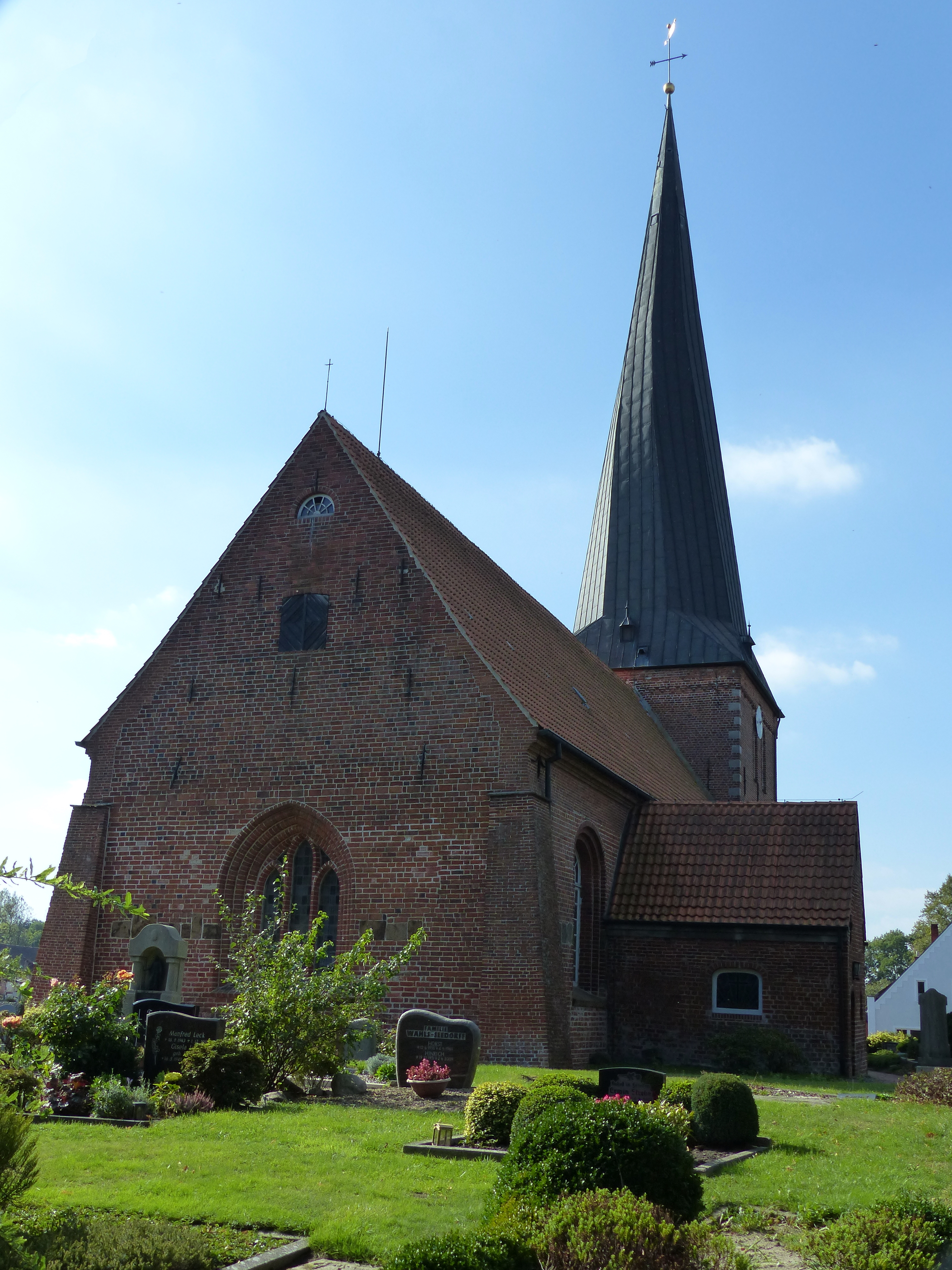
Sandstedt, Johannes-de-Doperkerk
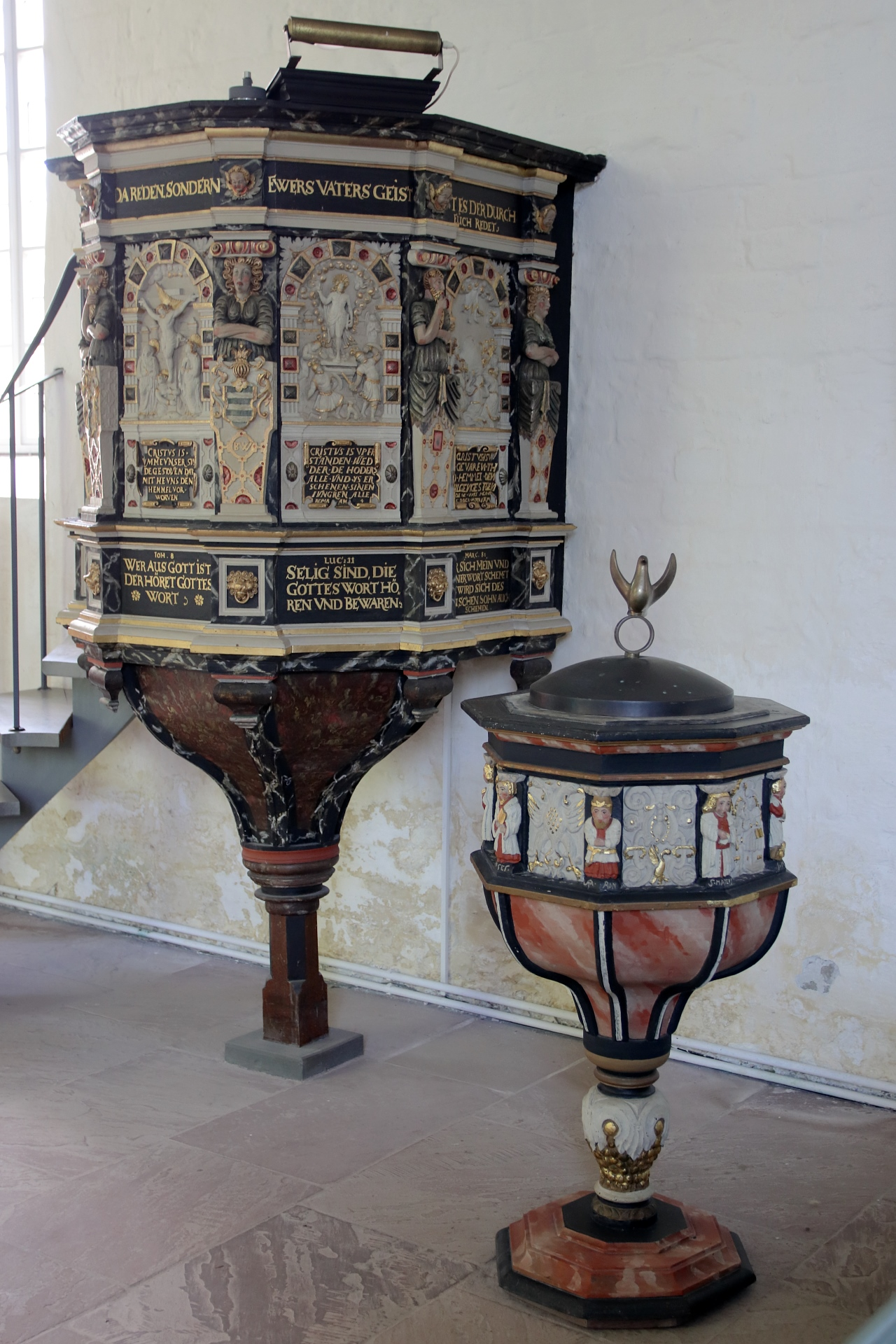
Kansel (17e eeuw) en doopvont in dit kerkgebouw
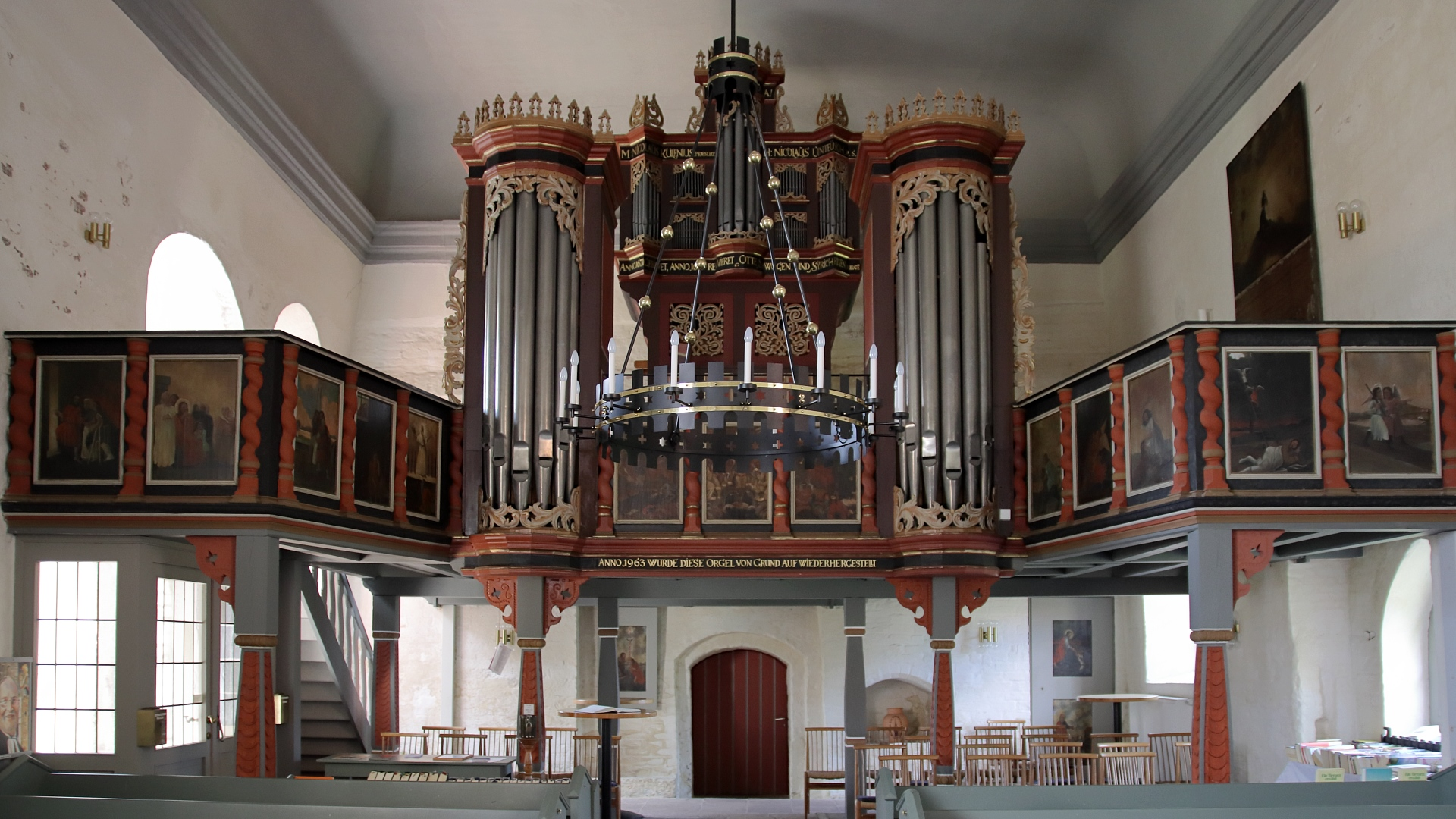
Orgel[5] (eind 17e eeuw) in dit kerkgebouw
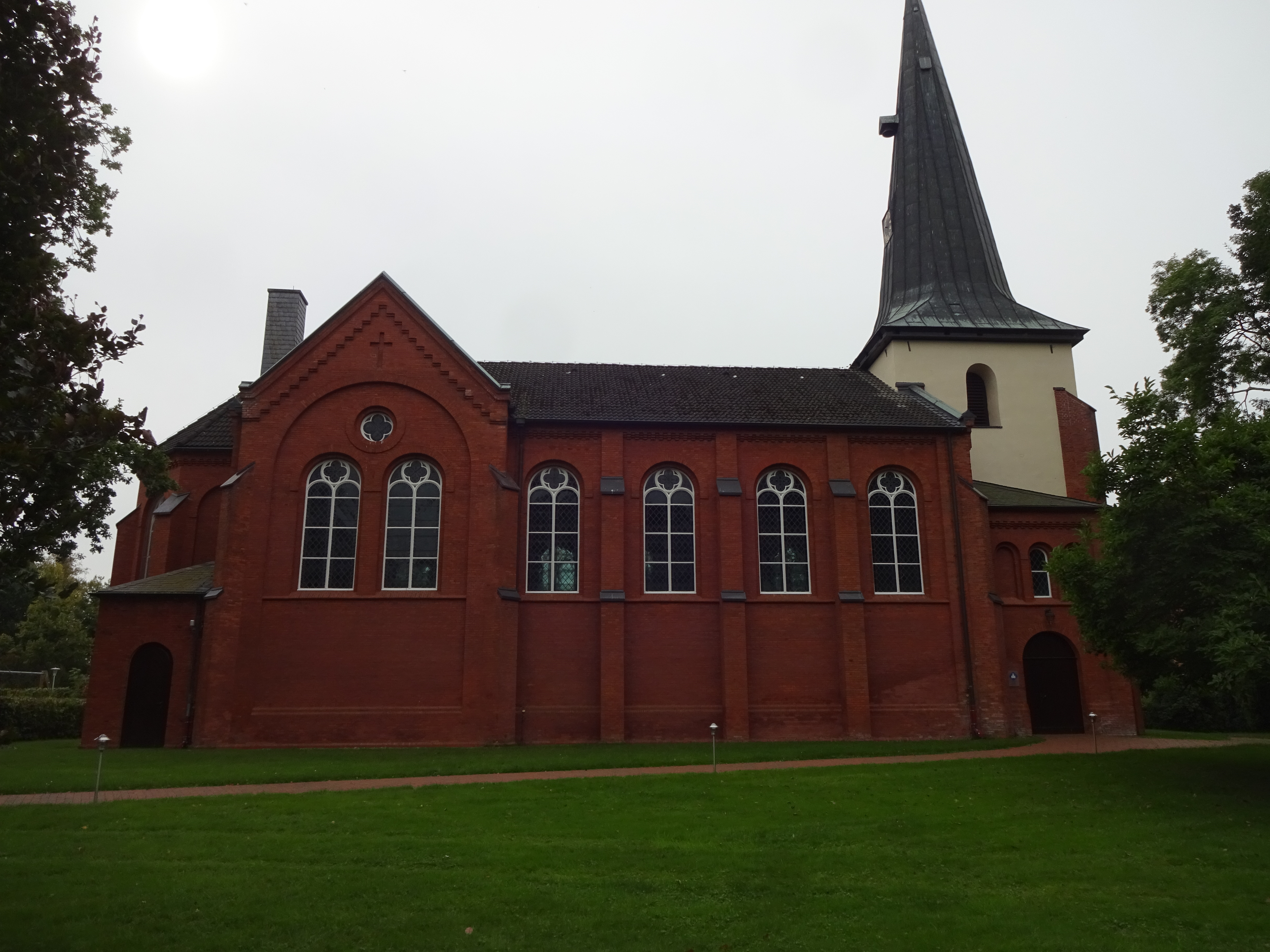
St. Nicolaaskerk, Uthlede (1864)
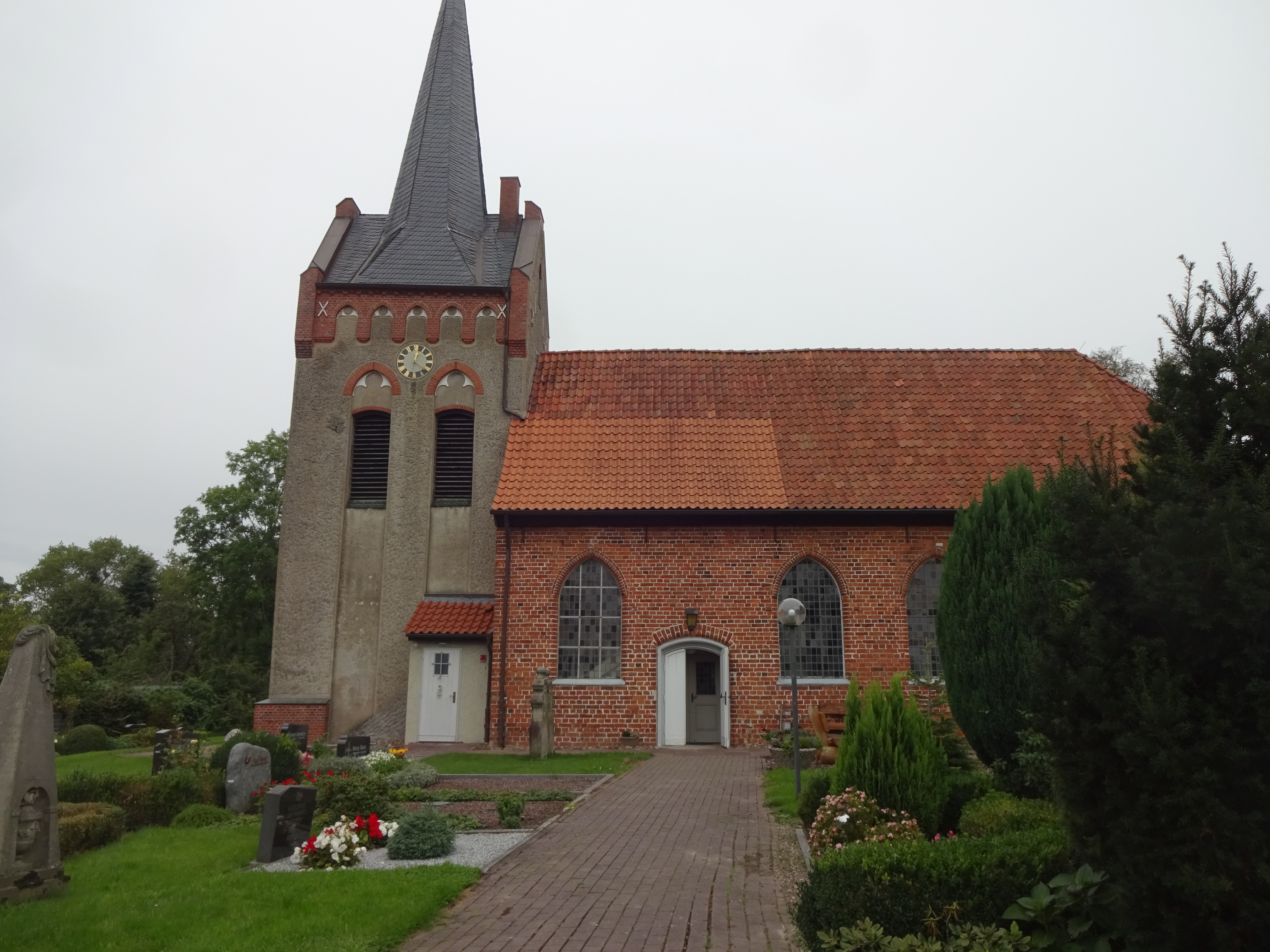
Mariakerk te Wersabe (eerste helft 18e eeuw)
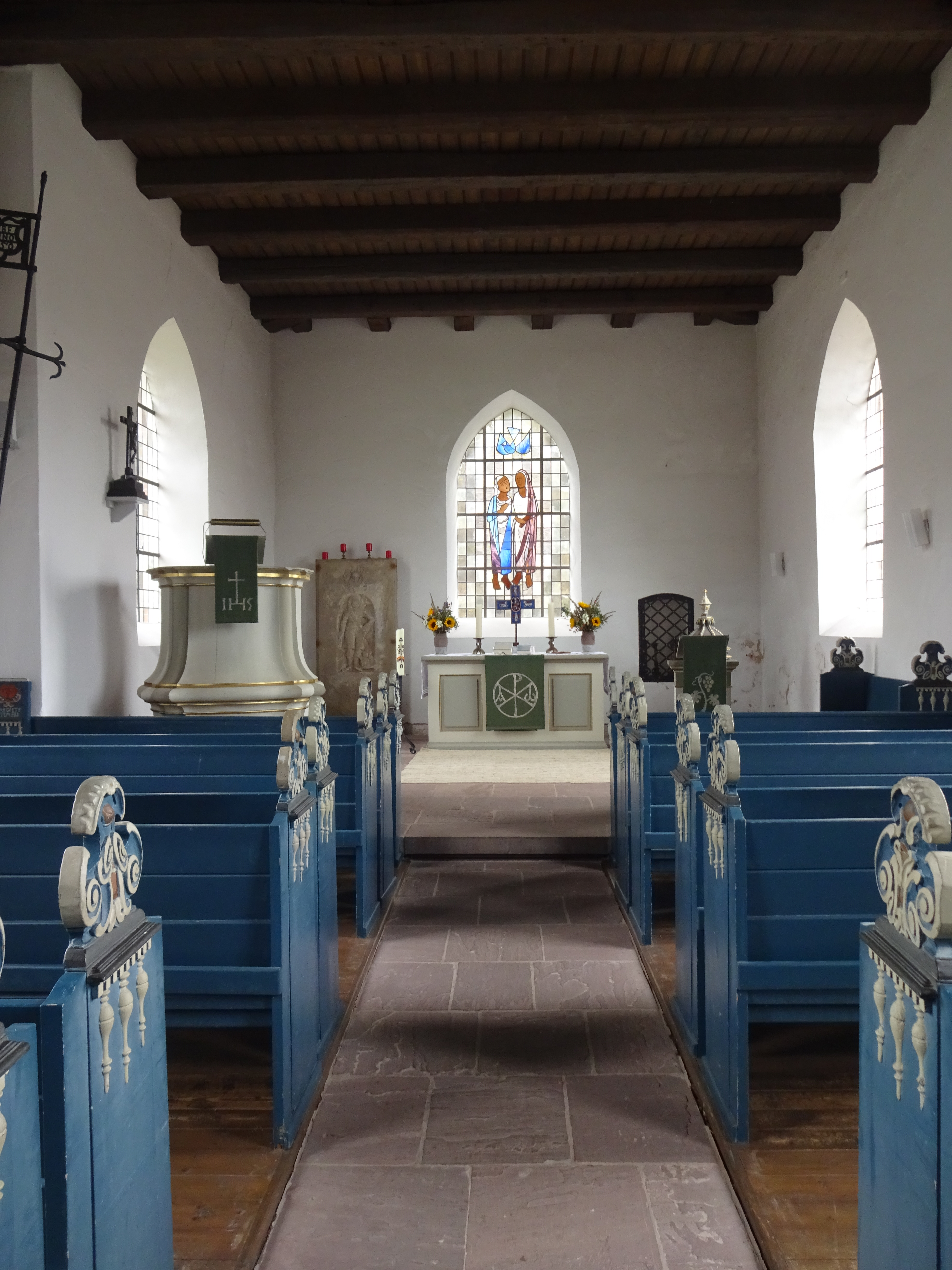
Interieur van dit kerkgebouw
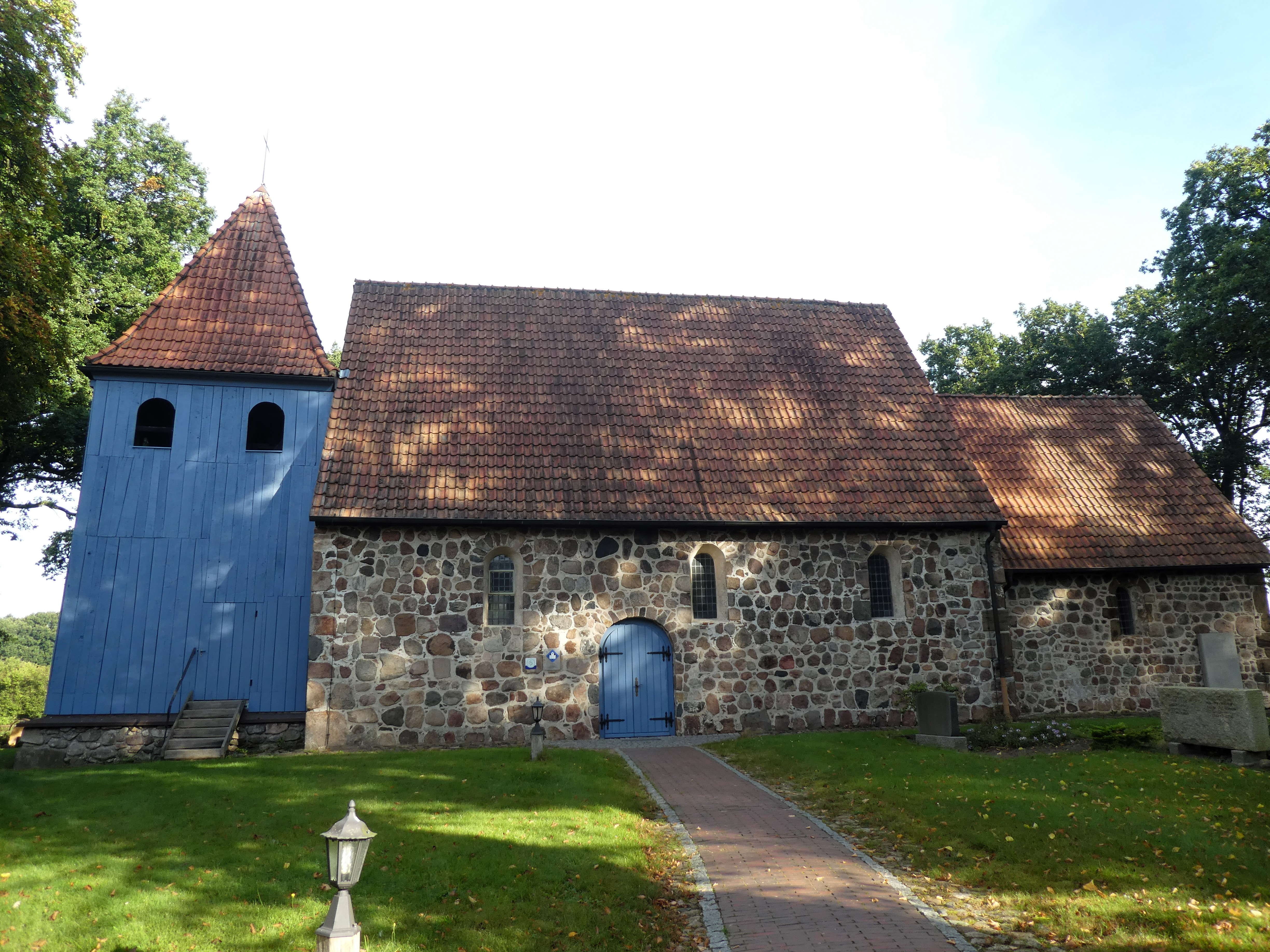
Wulsbüttel, Sint-Luciakerkje (bouwjaar: 1240; houten toren; 1819)

## Belangrijke personen in relatie tot de gemeente
De herinnering aan de dichter Hermann Allmers, die in 1821 in Rechtenfleth werd geboren, en er in 1902 overleed, drukt een duidelijk stempel op dat dorp. Allmers, zoon van rijke ouders, is buiten Duitsland weinig bekend geworden, mede omdat zijn literaire werk voornamelijk aan zijn geboortestreek is gewijd. Maar Allmers was een invloedrijk persoon in Noord-Duitse culturele kringen (in veel Noord-Duitse plaatsen zijn straten naar Allmers genoemd). Tot zijn vriendenkring behoorden o.a. de wetenschapper Ernst Haeckel en de schilder Georg Müller vom Siel en hij bevorderde de eerste ontwikkelingen van de kunstenaarskolonies te Worpswede en Dötlingen. Ook protesteerde hij vanaf 1863 tegen een al te star dogmatisme in de Evangelisch-Lutherse Kerk; hij schreef ook religieuze gedichten. Allmers' in 1862 grondig verbouwde geboortehuis is nu een aan hem gewijd museum. Zijn beroemdste gedicht, Feldeinsamkeit, is door Johannes Brahms in diens opus 86 op muziek gezet.